# Place Jean-Jaurès (Marseille)
Pour les articles homonymes, voir Place Jean-Jaurès.
La place Jean-Jaurès, parfois plus connue sous le nom de la Plaine, est l'une des plus grandes places de Marseille.

## Géographie

### Situation et accès
Elle se situe dans le centre ville, à la limite des 1er, 5e et 6e arrondissements, sur les quartiers de Thiers, du Camas et de Notre-Dame-du-Mont. « La Plaine » n'est ainsi pas un quartier en elle-même et le terme peut donc désigner tant la place que ses proches alentours.
Desservie par la ligne 74 du réseau de bus, elle est également accessible par la station Notre-Dame-du-Mont de la ligne 2 du métro, et par la station Eugène-Pierre de la ligne 1 du tramway.

### Le site
L'appellation de « plaine » ne correspond pas aux caractéristiques topographiques définissant une plaine : celles d'une surface plane d'altitude peu élevée, ce qui n'est pas le cas du site géographique de la place. Caractérisée par une surface plane de plus haute altitude par rapport à sa situation et à son environnement, elle est au contraire un plateau. Cette dichotomie tire son origine d'une confusion entre le terme provençal « plan » signifiant « plateau » et sa francisation ayant localement donné le terme « plaine ».
La surface de la place est légèrement bombée en son centre, et elle est d'une altitude plus basse à son angle sud-est (45 m) par rapport à celui du sud-ouest (46 m) et à ceux du nord-est et du nord-ouest (49 m).

## Toponymie
Situé en dehors de la ville, le plateau est alors appelé Podium Sancti Michaelis en latin, et Plan Sant Miquèu en provençal. Ce terme est encore utilisé au début du XVIIIe siècle, ensuite francisé en plaine de Saint Michel ou plaine Saint Michel. Le nom de Saint-Michel provient de celui d’une ancienne chapelle démolie lors de la construction du couvent des Minimes.
Appelée « Campus Martius » avant le Moyen-Âge, et place de la Constitution sous la révolution, elle est ensuite rappelée sur une carte datant du Premier Empire « Place Saint-Michel ancien Champ-de-Mars ». probablement en souvenir des tournois qu’y ont pratiqué les Croisés en attente d’embarquement vers le Moyen-Orient[réf. nécessaire].
La place qui commence à y être aménagée dans cette même période conserve d’abord le nom de place Saint-Michel.
En mémoire de Jean Jaurès, homme politique socialiste et pacifiste, assassiné en 1914, elle est renommée place Jean-Jaurès,  par une délibération du conseil municipal du 23 janvier 1919.
Sous le régime de Vichy, elle redevient place Saint-Michel le 13 janvier 1941, avant de retrouver son nom actuel le 31 octobre 1944, peu après la Libération de Marseille,,.

## Histoire

### Le plateau

#### Lieu de manifestations et de solennités
Selon Augustin Fabre, historien des rues de Marseille, « A la fin du seizième siècle… le plateau, encore peuplé de tombeaux anciens, n'était qu'un lieu de recueillement et de solitude, fréquenté seulement par quelques promeneurs mélancoliques. ». Mais au cours des siècles la vaste esplanade est aussi théâtre de batailles, de cérémonies militaires ou de réceptions d’hôtes illustres. Bien des événements de la Ville y trouvent écho,
Des entrées royales y font étape : le 22 mai 1319 Robert Ier de Naples, comte de Provence, accompagné de sa femme Sance d'Aragon, y est accueilli par les notables de la ville avant d'aller se recueillir devant les reliques de son frère Saint Louis d'Anjou; le 22 janvier 1516 François Ier à son retour triomphant de la bataille de Marignan, accompagné de la reine Claude, y est reçu par un cortège composé des consuls, du viguier Louis de Vento et de l’évêque Claude de Seyssel; le 6 novembre 1564 c’est le roi Charles IX qui est accueilli avec sa mère Catherine de Médicis, son frère le duc d’Anjou et son cousin Henri de Bourbon, futur Henri IV; le 7 novembre 1622 le roi Louis XIII y est reçu par le premier consul Boniface de Cabannes,.
En juillet 1524 lors du Siège de Marseille par le connétable de Bourbon au service de Charles Quint une ligne de défense est établie au pied du plateau par la garnison française et la milice bourgeoise de la Ville. Des marseillaises, « dames d’un rang élevé » et « femmes du peuple », y participent,.
Dans le contexte de la Première Restauration deux solennités se déroulent à la Plaine sous l'acclamation de la foule : le 20 août 1814 une cérémonie militaire en l’honneur du duc d'Orléans, futur Louis-Philippe à son retour de Sicile d’où il ramène sa famille exilée ; puis le 1er octobre, c'est au tour de Monsieur, comte d'Artois et futur Charles X, d'y passer les troupes en revue.
Dans la période des Cent-Jours le maréchal d'Empire Brune, qui a instauré l'état de siège dans la ville où dominent les opinons royalistes, passe en revue sur le plateau, le 26 mai 1815 lors de la cérémonie du Champ-de-Mai, des troupes de ligne et de la garde nationale. Puis le 6 juillet 1815 c'est au tour du vicomte de Bruges, lieutenant-général envoyé par le duc d'Angoulême d'y passer en revue sept-mille paysans armés soulevés contre le pouvoir bonapartiste.

#### Le couvent des minimes
Les premières constructions d'importances sur le plateau, sont celles du couvent des Minimes. La première pierre en est posée le 13 janvier 1592 par le consul Charles de Casaulx. Les frères minimes vont s’y vouer à l’étude, principalement aux sciences exactes. Ils comptent parmi eux Charles Plumier botaniste, et Louis Feuillée explorateur, botaniste, géographe et astronome du Roi, pour qui Louis XIV fait construire un observatoire dans le couvent. Le couvent est agrandi plusieurs fois, les frères minimes n’hésitant pas à empiéter sur le terrain communal malgré de longs procès intentés par la Ville qui finit par les laisser faire. Puis pendant la Révolution le couvent est inscrit par les Conventionnels sur la liste des bâtiments voués à la destruction pour avoir servi de lieu de réunion à des sections fédéralistes. Après sa démolition son terrain est intégrée à l’urbanisation en cours du quartier. Sa prestigieuse bibliothèque va constituer la base de la bibliothèque municipale de Marseille.

#### L’urbanisation du plateau au XVIIIe siècle
Au milieu du XVIIIe siècle un faubourg commence à se créer sur le plateau, au-delà des remparts de Louis XIV. La Ville vend des terrains à lotir, les premiers immeubles sont construits rue des Minimes et place Notre-Dame-du-Mont. La quasi-totalité du plateau est progressivement bâtie, la Plaine Saint-Michel se réduisant alors aux proportions d’une promenade publique aux limites du quartier du Camas. À partir 1830 le versant est du plateau, encore planté de vignes et d’oliviers, fait à son tour l’objet d’opérations immobilières qui viennent clore la promenade et lui donner sa forme rectangulaire définitive. Elle est d’abord planté d’ormeaux en 1777 et 1786, mais ils souffrent dans le sol rocailleux et aride du plateau et sont remplacés en 1852 par une double couronne des platanes plantés dans de profondes tranchées arrosées par les eaux venant du Canal de Marseille.
Ainsi, selon Augustin Fabre « quelques années ont suffi pour faire d'un vaste espace naguère si triste, si poudreux et si délaissé, une promenade aussi animée que riante. »

### La place

#### AuXIXesiècle
La construction en 1843 du clocher de la basilique Notre-Dame-de-la-Garde permet d'installer un bourdon qui fut commandé à un fondeur lyonnais Gédéon Morel ; l'énorme cloche de 8 234 kg est transportée par chariot le long du Rhône puis exposée à la place Jean-Jaurès pour y être bénie le 5 octobre 1845 par Mgr Eugène de Mazenod et baptisée « Marie Joséphine » avant d'être transportée au sommet de la colline Notre-dame-de-la-Garde.
Durant la révolution de 1848, le vaudois Franz Mayor de Montricher, ingénieur du canal de Marseille et de l'aqueduc de Roquefavour, organise des ateliers communaux pour les chômeurs, lesquels s'occupent notamment d'achever les travaux de la corniche et d'aménager la place Saint-Michel.
Le 8 juillet 1852, le conseil municipal délibère d'établir sur la place une fontaine avec un grand jet d'eau, ainsi que des grands bassins à eau. Ces trois bassins concentriques de 20 mètres de diamètre sont installés au centre de la place ; plus de 103 jets s'en échappent.
À partir de 1860 la place accueille la foire de Saint-Lazare qui se tenait auparavant aux Allées, partie haute de la Canebière. Cette foire se maintiendra avec plus ou moins de succès jusqu'aux années 1960 avec auto-tamponneuses et grande roue.
La Plaine est au centre du mouvement de contestation de la Commune en 1871. Entre le 22 mars et le 5 avril, des militants marseillais se rassemblent sur la place pour apporter leur soutien aux révolutionnaires dans la capitale. L'année précédente, en août, des militants avaient déjà tenté une insurrection à Marseille, et les chefs du groupe avaient été envoyés au cachot du Fort Saint-Jean, dont parmi eux Gaston Crémieux.

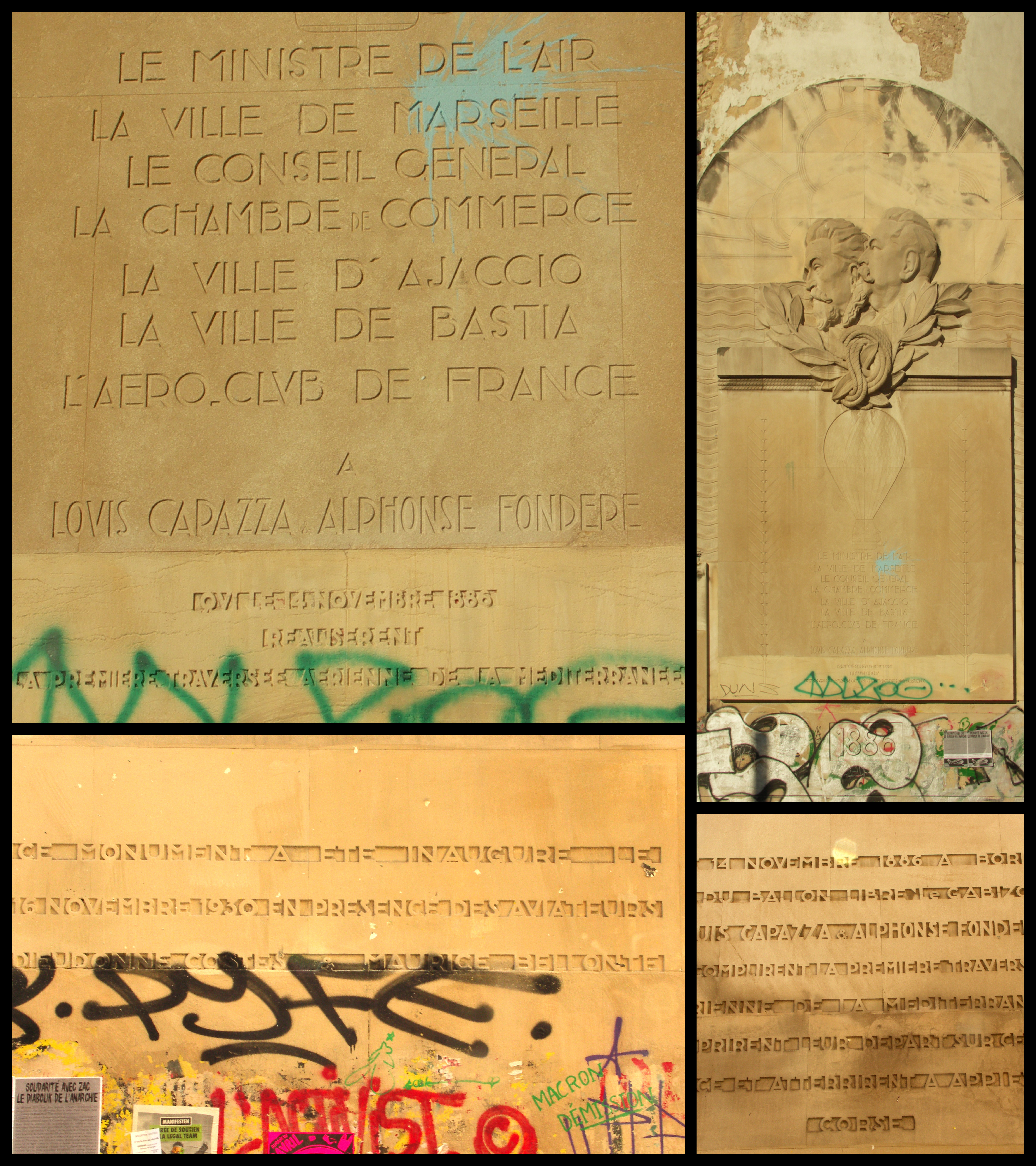
Monument Capazza

En 1883, le sous-sol de la place est percé d'un tunnel de 700 mètres de long pour donner passage au premier tramway (un train à vapeur), encore emprunté aujourd'hui par l'actuel tramway de Marseille. Le tunnel avait été construit pour permettre de relier le cimetière Saint-Pierre au Marché des Capucins situé près de la Canebière, en passant par le boulevard Chave.
Le 14 novembre 1886, Louis Capazza et Alphonse Fondère partent de cette place en ballon et arrivent en Corse. Un monument inauguré le 16 novembre 1930 par les aviateurs Dieudonné Costes et Maurice Bellonte et situé à l’angle de la rue Sibié et sculpté par Louis Botinelly rappelle cet événement.

#### AuXXesiècle
Les lignes 12 (vers les Camoins), 40 (vers Aubagne) et 68 (jusqu'à Saint-Pierre) de l'ancien tramway passent sous la place et desservent la station Eugène-Pierre. Seule la ligne 68 survivra jusqu'en 2004 aux fermetures des lignes de l'ancien réseau ayant lieu dans la seconde moitié du XXe siècle, dans la logique de la politique municipale du "tout voiture"  
Jusqu'en 1936 on y trouve les bassins construits en 1852, où les enfants peuvent faire un tour en barque. L'écrivain Jean Giono dans son roman Noé parle ainsi de la place :  

« C'est une vaste place encadrée de chaque côté par deux allées d'arbres. Au printemps il y a dessus une foire. Du temps de ma jeunesse, il y avait au centre de cette place un bassin dans lequel évoluait un bateau à rames à forme de petit paquebot et pouvant contenir une dizaine d'enfants. Un feignant costumé en matelot faisait faire pour deux sous trois fois le tour du bassin, lentement, avec de longues pauses. Cela s'appelait le tour du monde. Chaque fois que je descendais à Marseille avec mon père, il me payait ça. Je montais dans la barque et j'étais navré de le quitter, car il restait à terre. Il restait à terre et il faisait lentement le tour du bassin en même temps que moi, car il était navré de me quitter. Mais, dès que nous arrivions à Marseille, lui et moi il me disait : Viens, Jean, je vais te payer le tour du monde. »

— Jean Giono, Noé
Par la suite cette retenue d'eau est comblée, car l'eau s'infiltrait dans la terre et gouttait sur le tramway en dessous.
Il est possible entre les années 1930 à 1983 de faire un tour en carriole tractée par un âne autour du marché. Il y avait aussi un théâtre Guignol qui faisait la joie des enfants. Dans les années 1930, un square avec bacs de sable pour les enfants est construit au centre de la place (square dénommé ultérieurement Yves Montand).
Pendant la Seconde Guerre mondiale, sous le régime de Vichy, la place est débaptisée place Saint-Michel, le message politique de Jean Jaurès étant en opposition avec la doctrine du régime, avant d'être rebaptisée place Jean-Jaurès à la fin de la Seconde Guerre mondiale.
À une date inconnue, la Plaine est creusée pour accueillir dans son sous-sol un parc de stationnement souterrain.
Le maire Gaston Defferre y inaugure le premier feu de signalisation tricolore de la ville en 1953.

#### AuXXIesiècle

##### Rénovation de la place (octobre 2018 - mai 2021)
La place fait l'objet d'une rénovation intégrale à partir de 2019, dans le cadre du plan « Ambition Centre-Ville » par la société d'aménagement SOLEAM. Cette rénovation augmente la surface d'espace verts, agrandit les chaussées et les zones piétonnes, réduit les voies et les places de parking, qui sont transférées dans le parking du sous-sol. Deux aires de jeux, d'environ 660 m2, deux arrêts de bus, et 186 arbres sont aménagés. Les travaux prévoyaient l'aménagement d'une piste cyclable, mais celle-ci n'a finalement pas été construite. L'investissement est estimé à 11,5 millions d'euros hors taxes par la SOLEAM, mais le coût réel du chantier serait de 18 millions d'euros.

###### Oppositions au projet

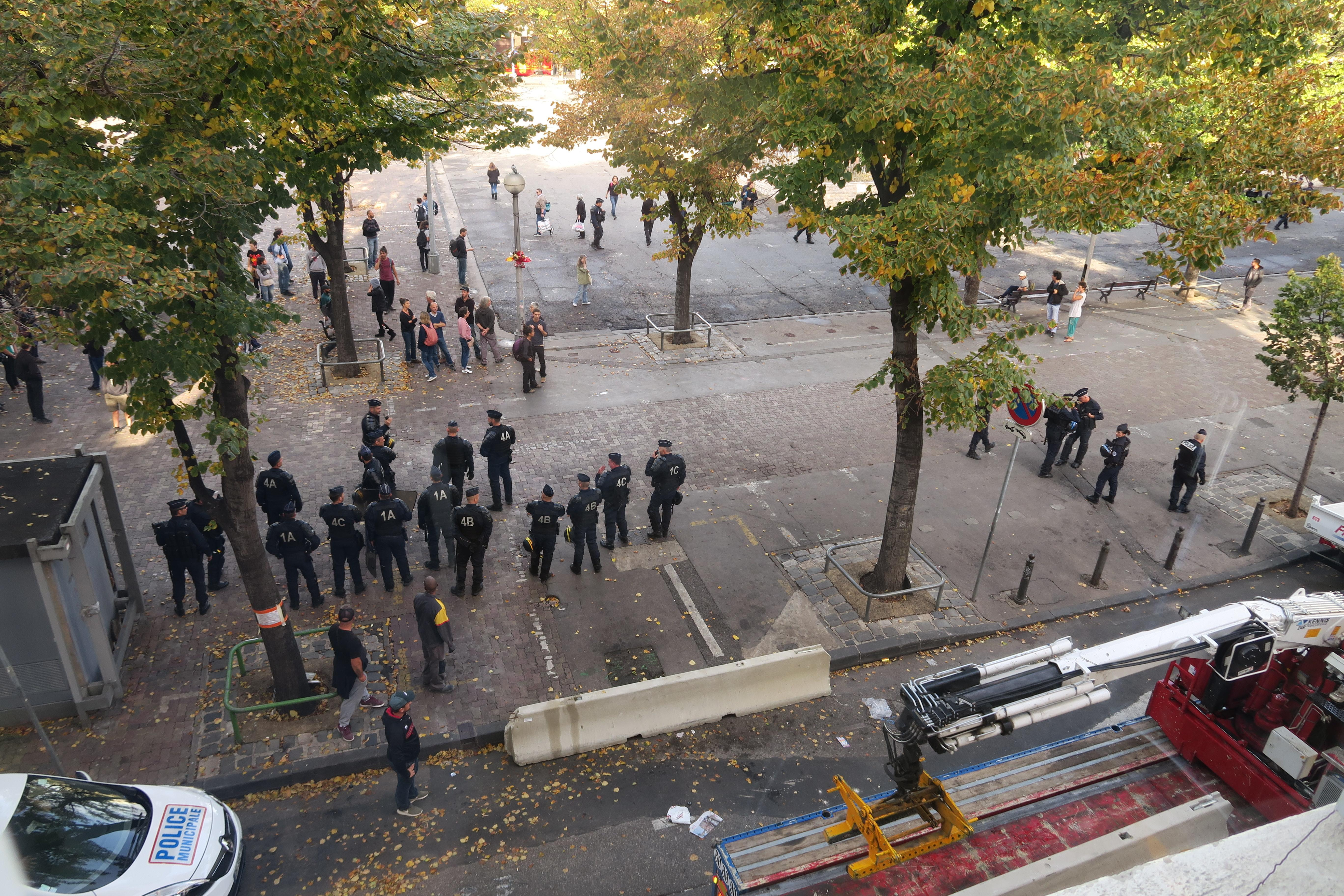
Opposants au chantier manifestant pacifiquement devant des CRS

Une partie de la population locale manifeste contre ce projet, reprochant à la SOLEAM de ne pas avoir assez concerté les usagers de la place, et soutiennent que le coût du chantier s'élèverait à 20 millions d'euros . Beaucoup affirment également que le projet serait un plan de gentrification. Les manifestants, dont certains se rassemblent au sein de l'Assemblée de la Plaine, organisent de nombreux évènements en protestation et sont rejoins par certains "zadistes" venus de Notre-Dame-des-Landes avec lesquels ils installent des grandes tables de pic-nique et des structures de bois sur la place,, aménagements finalement retirés pour le début du chantier. Lorsque celui-ci commence, la protestation est toujours vive et certains manifestants s'en prennent aux ouvriers chargés de mener à bien le chantier. Très vite, le simple muret de béton délimitant le chantier s'avère insuffisant, puisque de nombreuses personnes opposées au chantier occupent régulièrement la zone pour empêcher celui-ci de commencer. La SOLEAM fait alors installer un mur de béton de 2,5 mètres de haut, aussitôt dénoncé comme le "mur de la honte", ou comparé par les opposants au mur de Berlin. Le coût d'aménagement du mur est de 390 000 euros.

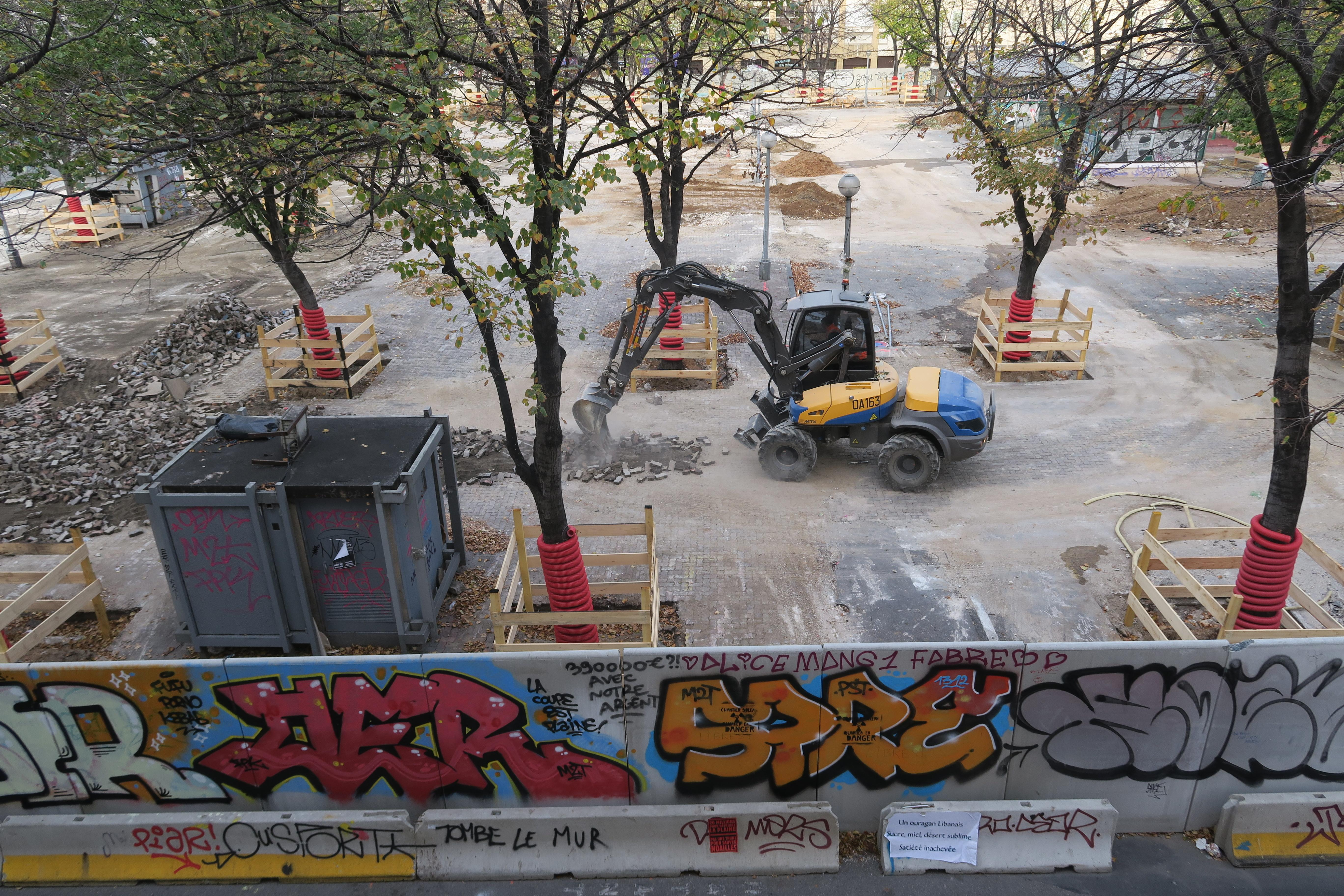
Un engin de chantier désolidarise les anciens pavés qui tapissaient le sol.

Un mois après le début du chantier et quelques jours après l'installation du mur, deux immeubles s'effondrent à la rue d'Aubagne. Des manifestations s'organisent contre l'habitat indigne et l'inaction, voir pour certains la responsabilité, de la ville et du maire Jean-Claude Gaudin. À la colère des opposants au chantier vient se rajouter la colère liée à la catastrophe, et lors des manifestations pour les victimes, de nombreux slogans contre le chantier sont scandés. Parmi eux, beaucoup y voient le symbole d'une municipalité qui rénove certains de ses quartiers tout en en laissant d'autres s'effondrer.
À la suite de la construction du mur autour de la place, certains manifestants parviennent encore à escalader le mur, voir à en détériorer certaines parties, mais peu à peu, la protestation se fait plus faible, jusqu'à ce que s'arrêtent complètement les actions, sur la place, des opposants au chantier.

###### Arrêt du chantier pendant le confinement
Le chantier est mis à l'arrêt le 17 mars 2020, à cause du premier confinement lié à la pandémie de Covid-19. Durant cette période, des habitants diffusent chaque soir de la musique à travers la place, après les applaudissements du quartiers envers le personnel des hôpitaux, évènements ayant quelques rares fois rassemblés des petits groupes de personnes pacifiquement dispersées par la police. Cette diffusion quotidienne de musiques dure jusqu’à la veille du déconfinement, où la musique Jump de Van Halen est diffusée, simultanément depuis deux côtés opposés de la place, pour fêter le retour à la liberté.
Le chantier reprend le 30 avril 2020, peu avant fin du confinement.

###### Réouverture de la place

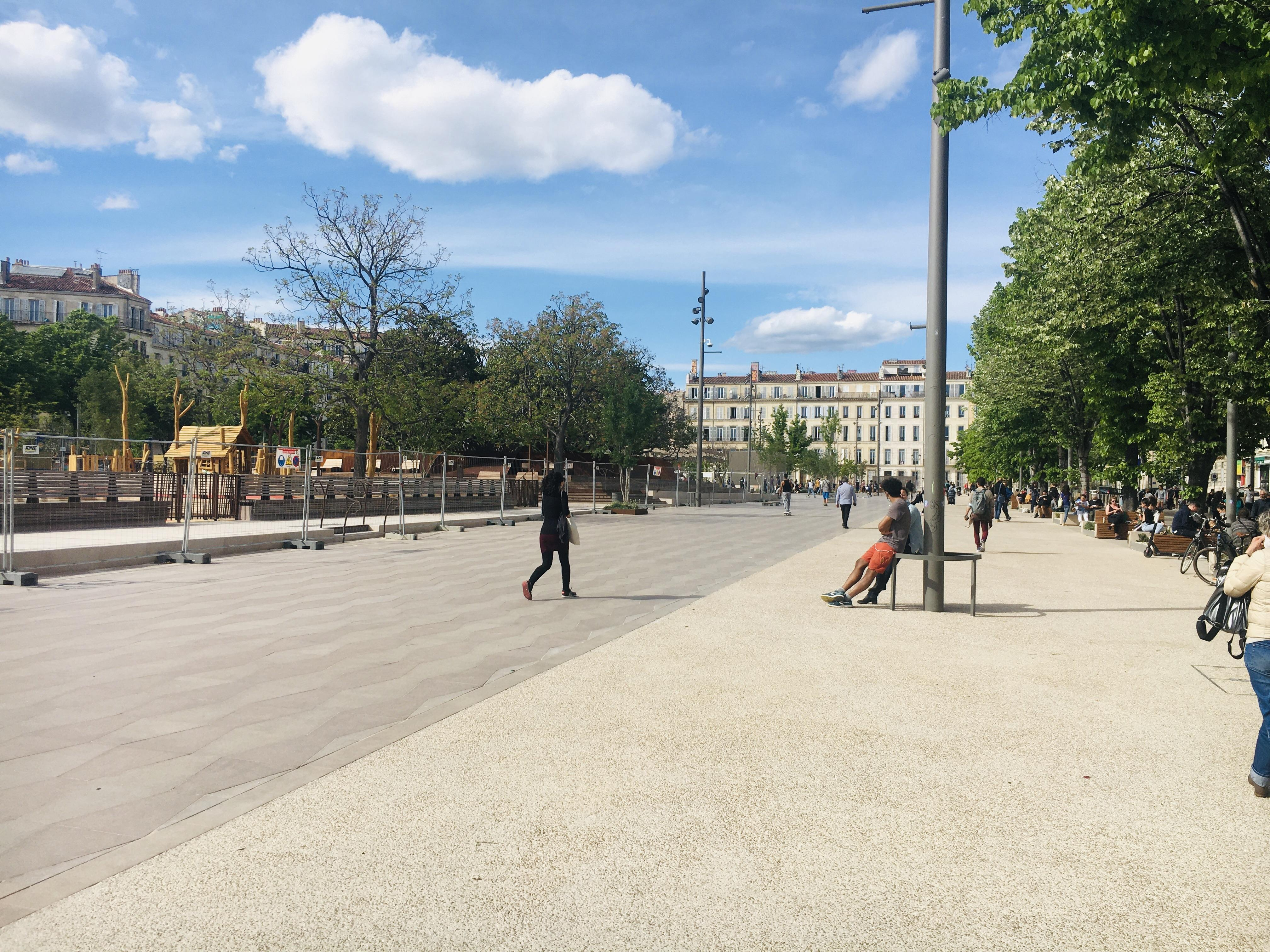
Au lendemain de la réouverture, les riverains redécouvrent leur place.

Prévue pour décembre 2019, la livraison de la place a finalement lieu un an et demi plus tard, le 6 mai 2021. Dans les semaines qui suivent sa réouverture, à l'heure ou la nuit tombe et où les lumières de la place s'allument, nombreux sont ceux qui applaudissent le spectacle et la réappropriation de cet espace urbain par ses riverains. Ces applaudissements rituels ont lieu tous les soirs, puis prennent fin avec l'été.
La rénovation de la place a permis un fort développement de la surface des terrasses de cafés, et la place a vue sa fréquentation augmenter, en faisant un haut lieu du centre-ville de Marseille, non loin du Cours Julien, classé dans "le top 10 des quartiers les plus cools du monde" selon un journal britannique. Cette nouvelle attractivité et fréquentation qui dépasse de loin les limites du quartier, entraîne parfois des nuisances avec les habitants de la place, situation dénoncée par le Collectif des Riverains de la Plaine.

## Les marchés de la place

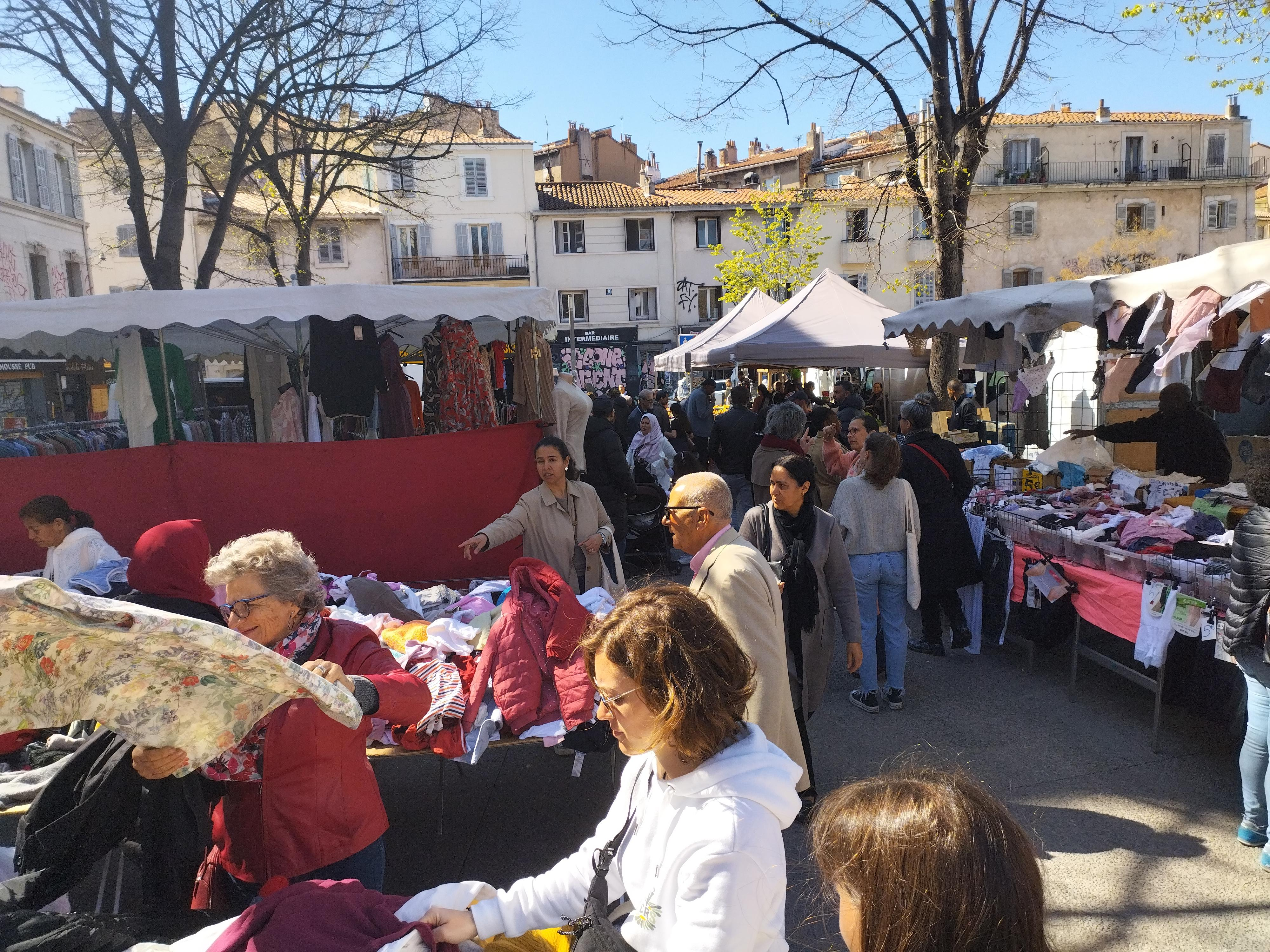
Jour de marché sur la place

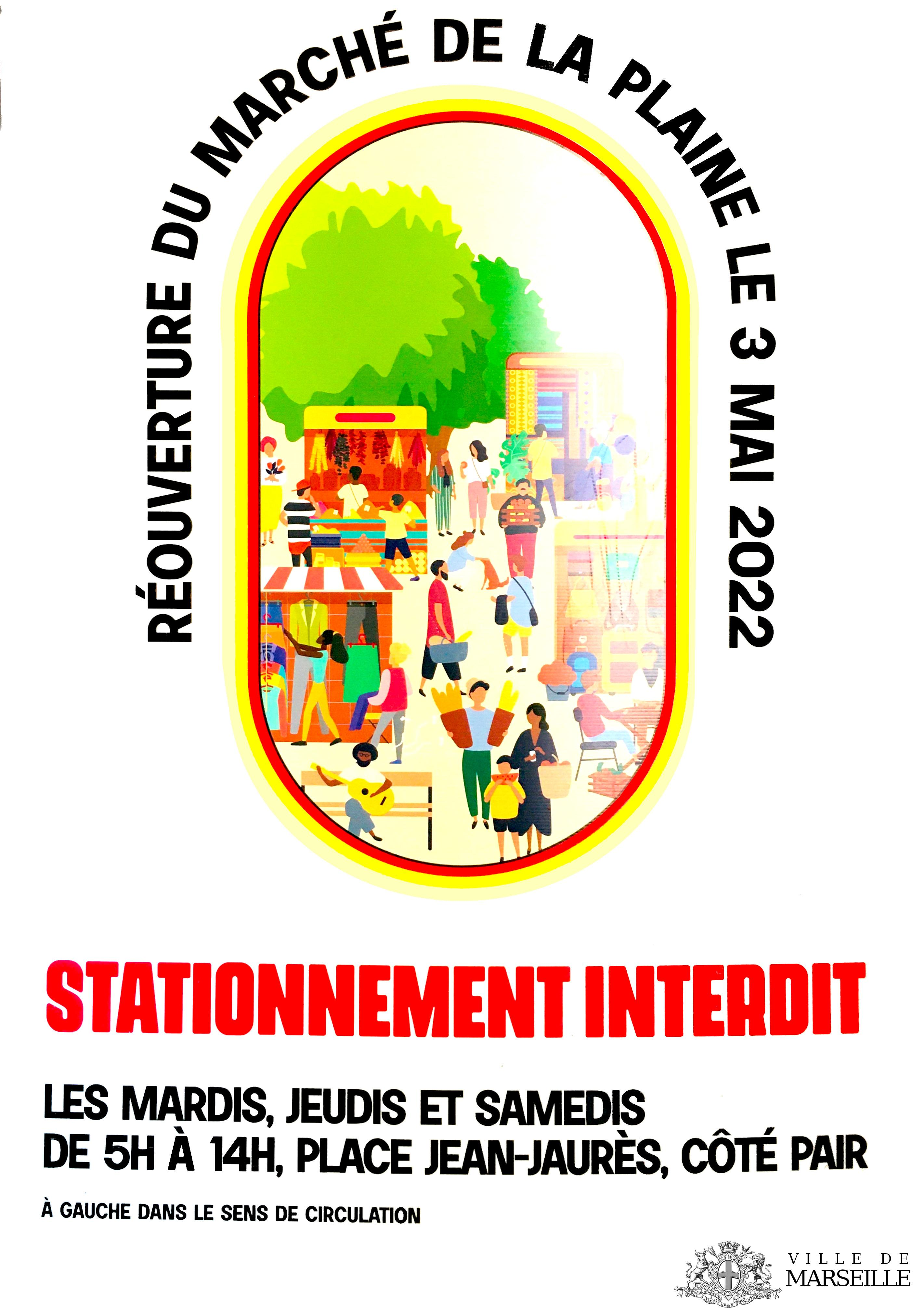
Réouverture du marché

La place Jean Jaurès accueille plusieurs marchés : l’emblématique et historique marché des forains, aussi appelé "Le marché de la Plaine", qui a lieu les mardis, jeudis et samedis matin ; le marché aux fleurs qui se tient les mercredis matin ; et depuis septembre 2022 le marché paysan qui, réservé à des producteurs locaux, se tient les vendredis après-midi.
À partir de 1908 la place accueille une extension du Marché central, le marché de gros de fruits et légumes établi sur le cours Julien depuis 1862, réservée aux producteurs du terroir marseillais. Sur la Plaine se succèdent alors deux marchés : le marché de gros de minuit à huit heure, puis un marché de détail. Le Marché  central, avec ses entrepôts et ses mûrisseries de bananes établies entre le cours et la place, est transféré en 1972 au MIN des Arnavaux, laissant un grand vide dans un quartier jusqu’alors animé tout au long de la nuit,.

Le marché du matin attire depuis une clientèle venant de tout Marseille, issue de toutes les couches de la population, jusqu’à dix-mille personnes par matinée. Il s’y vend de tout, de l’alimentaire, des tissus, des vêtements de marque, souvent issus de déstockages ou  de saisies douanières, de la fripe, de la vaisselle, des articles de droguerie et de quincaillerie. Vers la fin des années 1990, il semble que la fréquentation et le chiffre d’affaires du marché baissent et que l’offre se réduise. Les produits chinois bas de gamme et bon marché prennent de plus en plus de place sur les étals. Cependant, la singularité du marché tant culturelle qu’économique persistent, décrite dans une tribune du quotidien national Libération en 2016 alors qu’un projet de requalification de la place Jean Jaurèslaisse craindre la perte de sa «fonction sociale unique» et l’exclusion d'une part des forains:

« Alors que d’aucuns dans le pays s’inquiètent d’une trop grande ségrégation et d’un manque de cohésion, le marché de la Plaine illustre de façon flagrante la capacité de Marseille à créer d’étonnants voisinages - de population comme de biens - qui constituent l’un des patrimoines culturels de cette ville de flux. Un «marché magique» disent certains, qui pourrait être aussi l’un des derniers du genre, dans un centre-ville, en France. »

 Les informations et rumeurs qui circulent concernant notamment la réduction du nombre d'emplacements après rénovation ou encore l'intention prêtée à la Ville de faire « monter en gamme » un marché accusé d’attirer «des populations qu’on ne veut plus voir en ville», génèrent beaucoup d’inquiétude parmi les forains. Ils manifestent à plusieurs reprises, bloquant la circulation dans le centre-ville au volant de leurs utilitaires,,. Ils refusent aussi leur dispersion provisoire durant le chantier sur huit marchés de Marseille. Finalement délocalisés sur ceux de la place de la Joliette et de l’avenue du Prado ils font leur retour à la Plaine le 3 mai 2022, un an après la livraison du chantier et trois ans et sept mois d'absence. Au nombre de trois-cents avant les travaux, ils sont finalement deux-cent-vingt-trois à s'y réinstaller à la suite de leur mobilisation, au lieu des cent-quatre-vingt prévus,.

## La vie de la place

### Le carnaval
Une fois par an, la place accueille le Carnaval indépendant de la Plaine alternatif et autogéré, il se termine traditionnellement avec la mise au feu du caramantran, selon la tradition provençale,. En une dizaine d'années, sa fréquentation a fortement augmenté, passant de quelques centaines à ses débuts, à une dizaine de milliers à la suite de la livraison de la place rénovée et au nouveau rayonnement de la place. Bien que le carnaval existe depuis au moins le début des années 2000, le projet de rénovation de la SOLEAM n'a pas prévu de surface dédiée au brûlage du caramantran. Le revêtement de la place est donc systématiquement détérioré par la chaleur, puis remplacé par la ville, jusqu'au prochain carnaval.

### Autres évènements et généralités

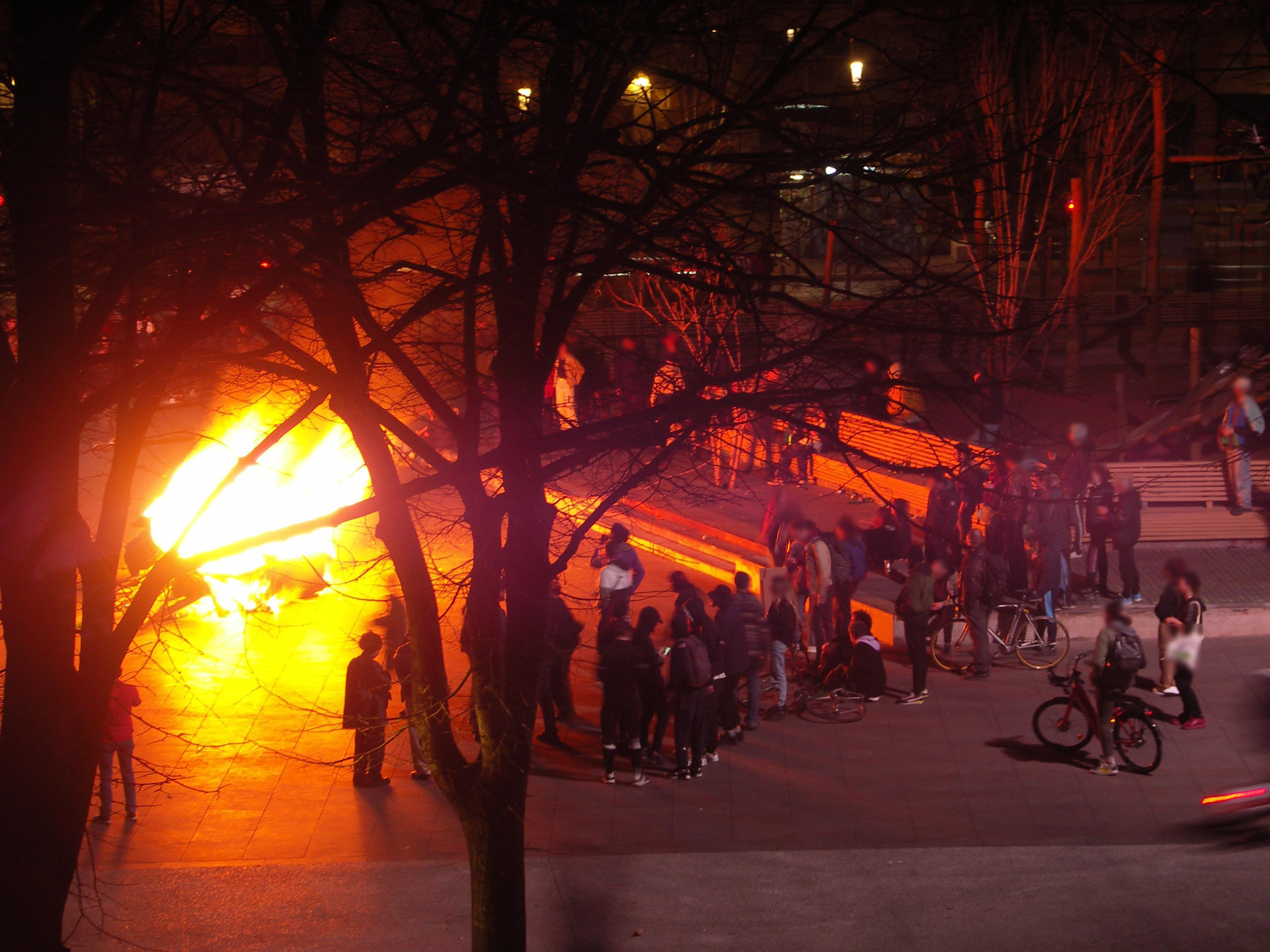
Une partie du cortège d'une manifestation sauvage se termine à la Plaine et des poubelles sont incendiées.

Le 11 janvier 2018 à 23h15, une fusillade a lieu sur la place. La piste du règlement de comptes est vite retenue par Xavier Tarabeux alors procureur de la République de Marseille. Il s'agit du premier règlement de comptes de l'année dans la ville. Un véhicule transportant deux personnes armées de kalachnikov a pris en chasse une voiture et ses deux passagers et ont tiré plusieurs coups en leur direction. Une vingtaine de douilles ont ensuite été retrouvées sur place. Le conducteur du véhicule visé est mort sur le coup, mais son passager aurait survécu,,. Des fleurs ont ensuite été régulièrement accrochées près du lieu de la fusillade, jusqu'au début de la rénovation de la place où le lampadaire qui accueillait les dernières fleurs déposées ait été retiré.
Dans le contexte du mouvement social contre le projet de réforme des retraites en France de 2023, certaines manifestations sauvages organisées dans la ville se terminent sur la place. Des poubelles sont brûlées, ce qui fait exploser à deux endroits les dalles de pierres qui tapissent le sol. Des groupes de CRS sont mobilisés à plusieurs reprises sur la place où beaucoup de personnes présentes se mettent à chanter des chants et slogans à l'encontre de la police.
De nombreux concerts, projections publiques de films, rassemblements privés, meetings, et autres événements festifs sont organisés toute l'année sur la place, mais tout particulièrement lors de la saison estivale. Des fontaines et diverses infrastructures de projection d'eau prévues dans le projet de rénovation y ont d’ailleurs été installées pour la saison chaude, mais ne sont quasiment jamais mises en marche.

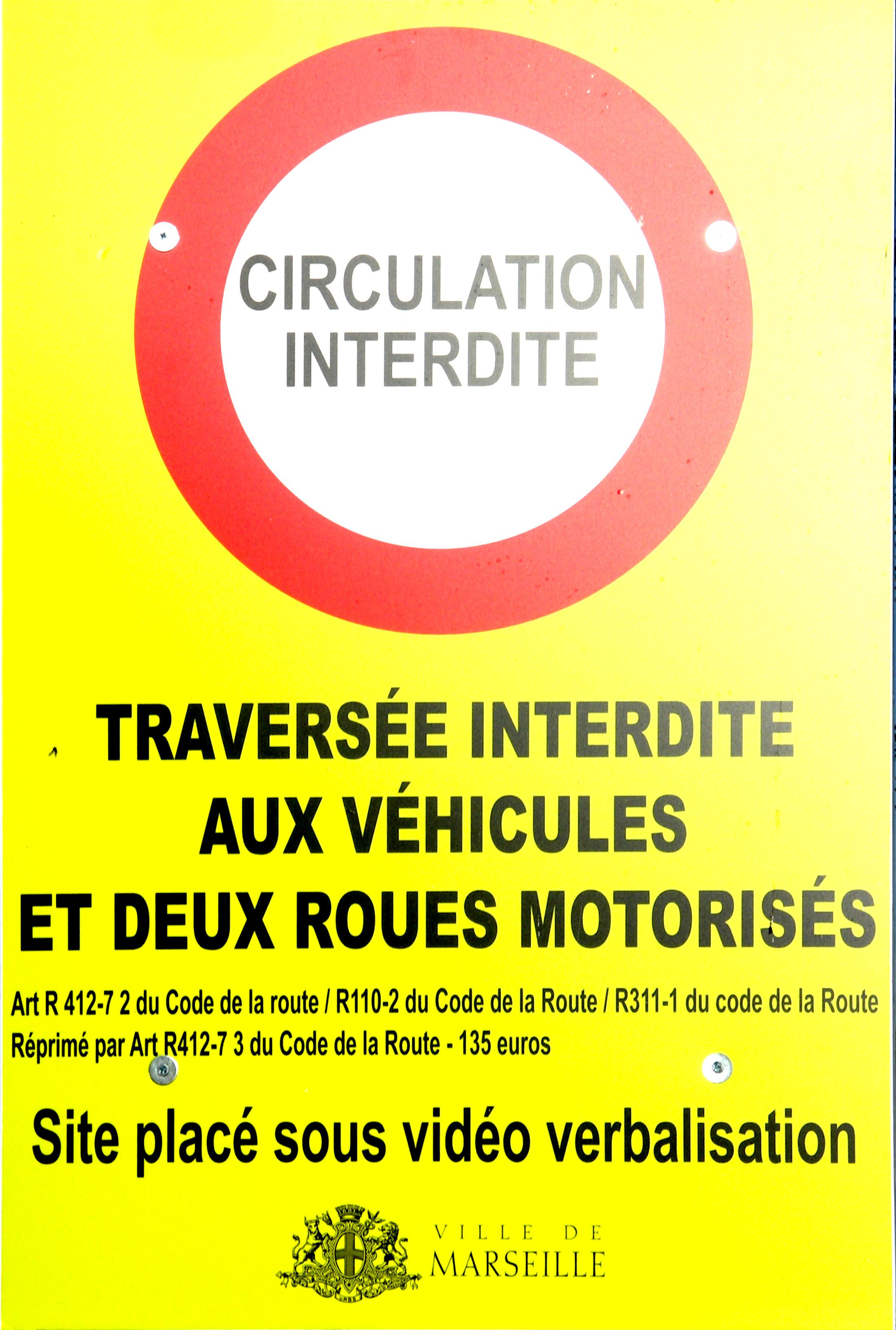
Panneau

Bien que la rénovation ait permis la piétonisation de la quasi-totalité de la place, des scooters ou des motards la traversent régulièrement pour rejoindre plus facilement les rues qui ne sont plus directement accessibles du fait de la suppression de l'ancienne route circulaire.
Des vélorutions ayant comme point de départ la place Jean-Jaurès y sont régulièrement organisées.
La Plaine et ses alentours attire davantage de "néo-marseillais" qu'ailleurs dans la ville, une population plus diplômée et plus aisée que la moyenne.

## Bâtiments remarquables et lieux de mémoire
- À un numéro non connu a vécu le réalisateur et essayiste Alèssi Dell'Umbria[78].
- À un numéro non connu ont vécu Étienne François Clary et son fils François Joseph Marie Clary dans leur hôtel particulier[79].
- Au no 28 a été installé un bas-relief commémorant le voyage de Louis Capazza et Alphonse Fondère jusqu'en Corse à partir de leur ballon.
- Au carrefour de la rue de la bibliothèque et de la place Jean-Jaurès se trouve une statue de Jeanne d'Arc sculptée par Adolphe Royan et placée au sommet d'une colonne avec un chapiteau ouvragé, encastrée dans l'angle du bâtiment.
- Au no 31, bâtiment qui fait l'angle avec le boulevard Chave, se trouve un immeuble construit par l'architecte Gaudensi Allar, frère aîné du sculpteur André-Joseph Allar, Grand Prix de Rome de sculpture en 1869, et où fut placé par Nicolas Henri Chave un buste en marbre en mémoire de son père en 1889[80].
- Au no 32 se trouve un bureau de poste qui a remplacé un couvent des sœurs de l’observance[81] ;
- Au no 34 se trouvait une bastide, démolie en 1885, dans laquelle Joseph Bonaparte avait épousé en 1794 Marie Julie Clary, sœur de Désirée[81].
- Au no 36 se trouvait un des plus vieux cinémas de Marseille, le Pelissier, détruit dans les années 1970.[réf. nécessaire]

## Galerie

### Anciens aménagements

Le jardin d'enfants, date inconnue.
Le jardin.
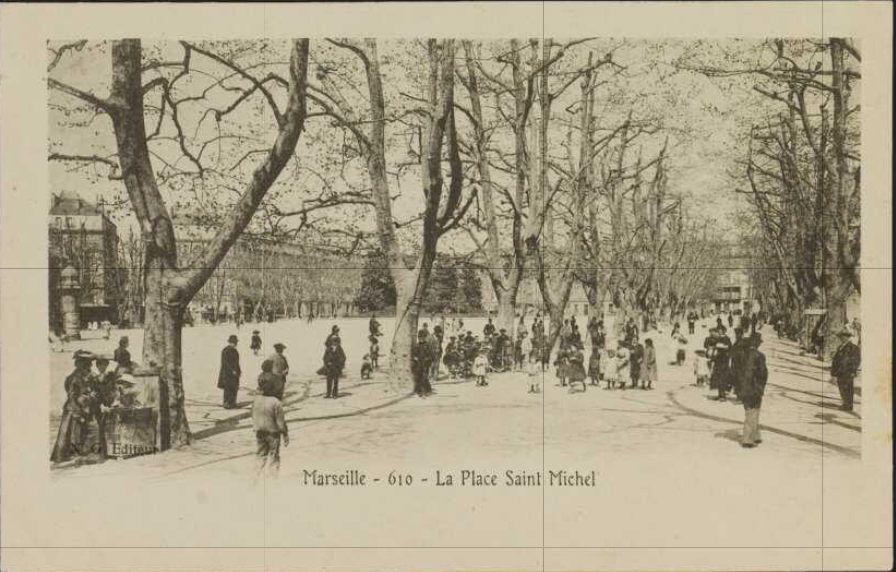
Promenade est au début du XXe siècle.

### L'ancienne place, avant la rénovation de 2018-2021

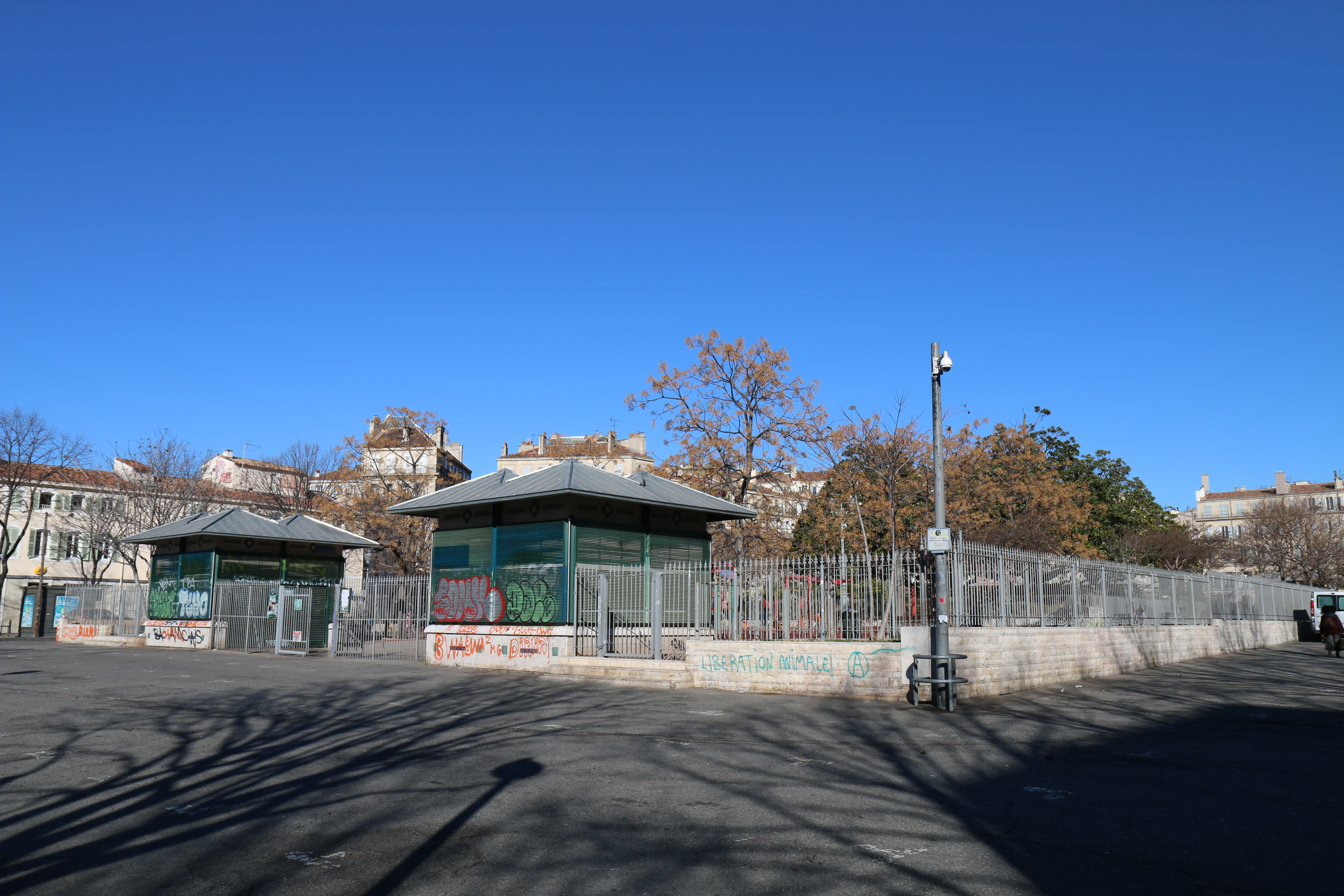
L'entrée principale du parc pour enfants.
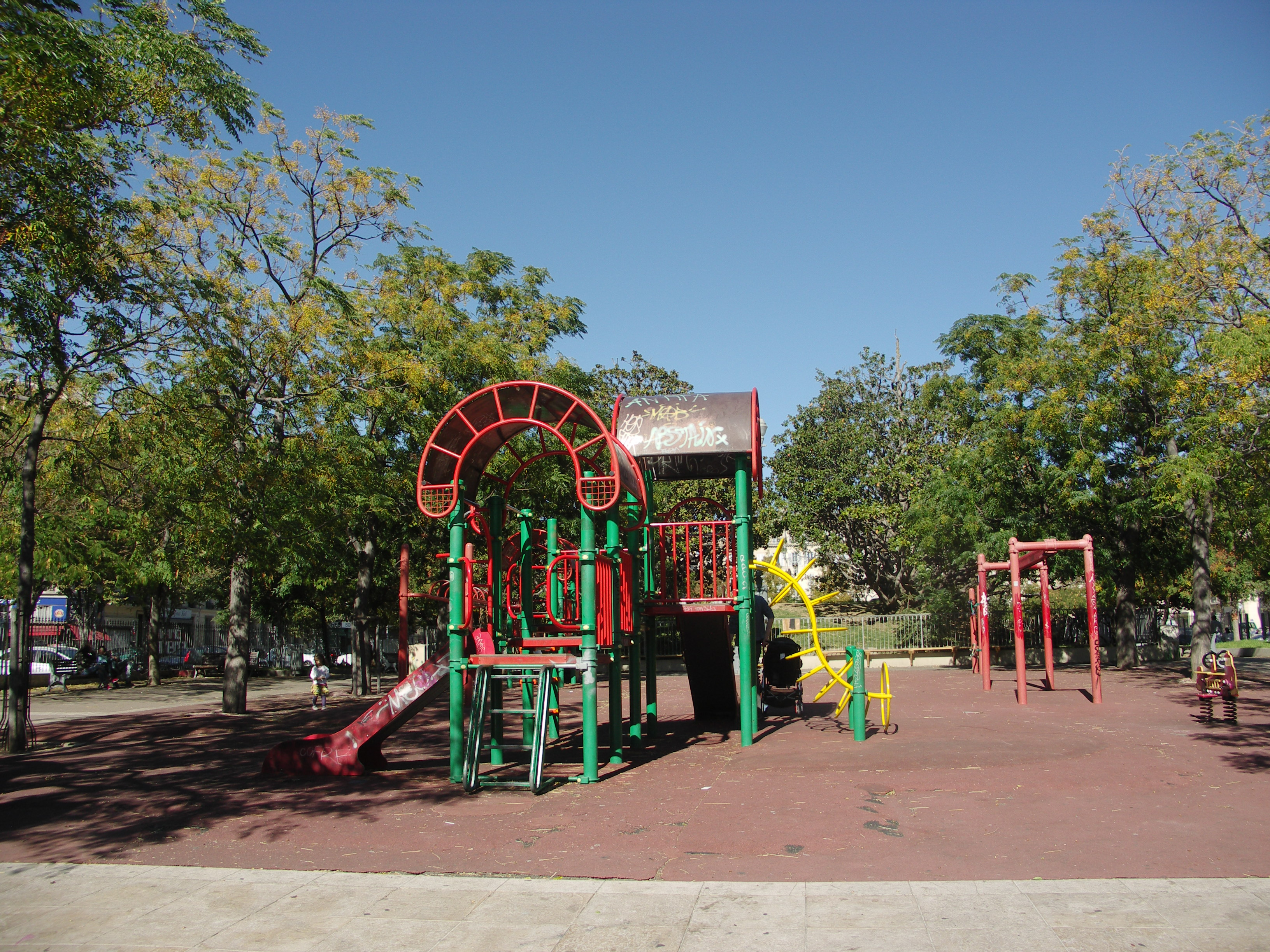
Le parc pour enfants.
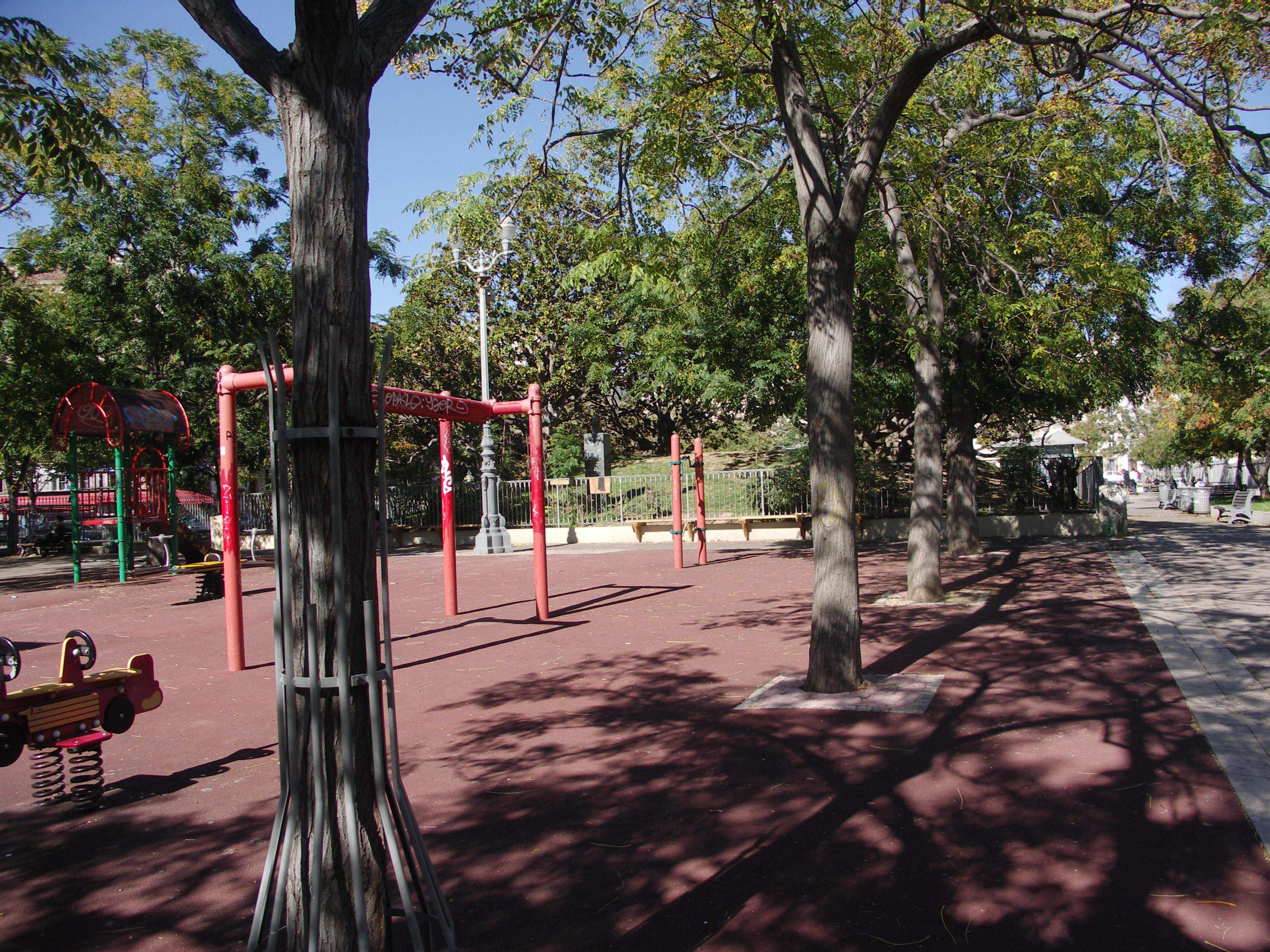
L'ancien square et ses jeux avec vue sur la butée et la statue d'Yves Montand
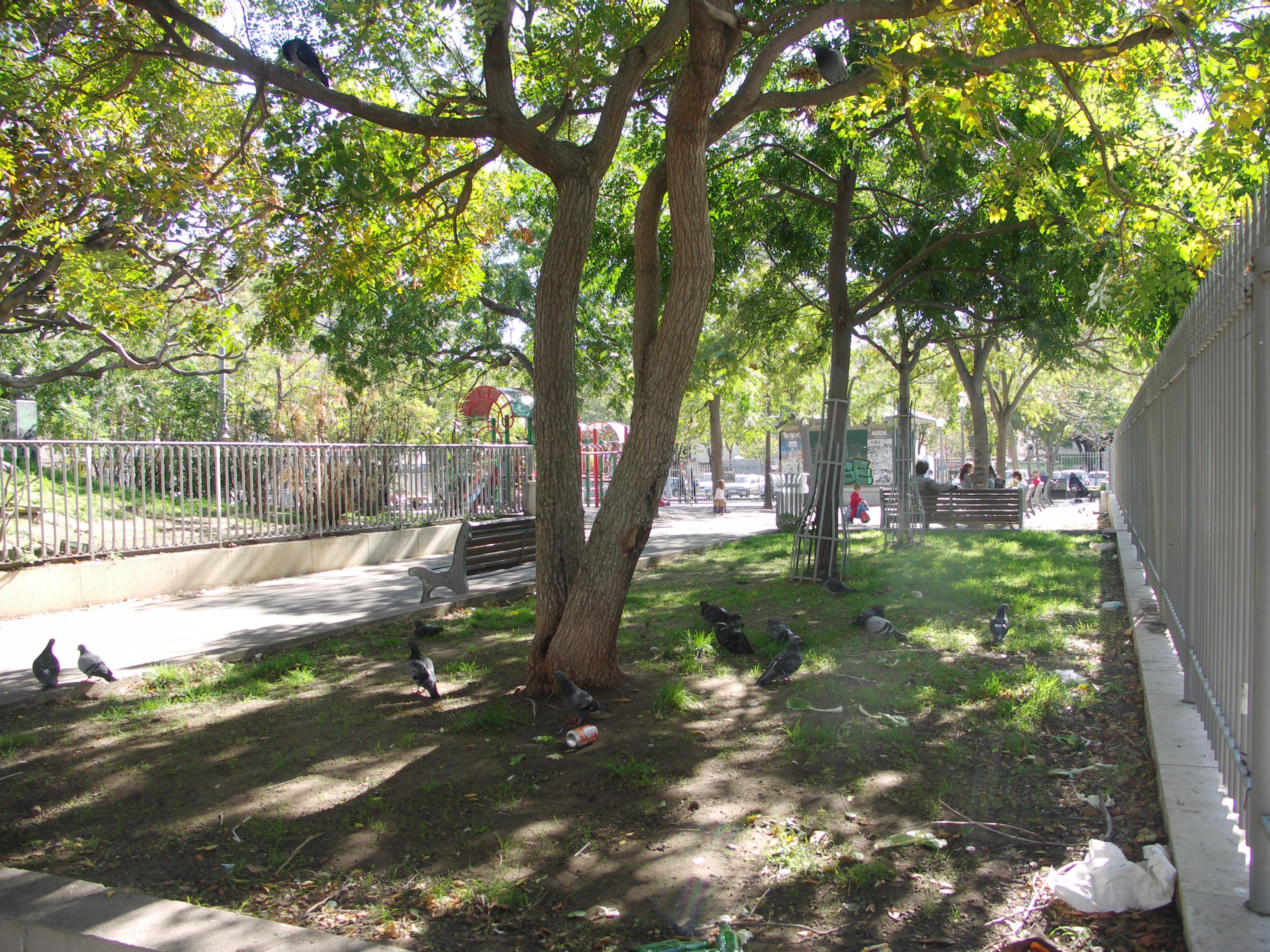
Ici se trouvent désormais les gradins de bois menant au nouveau parc pour enfants.
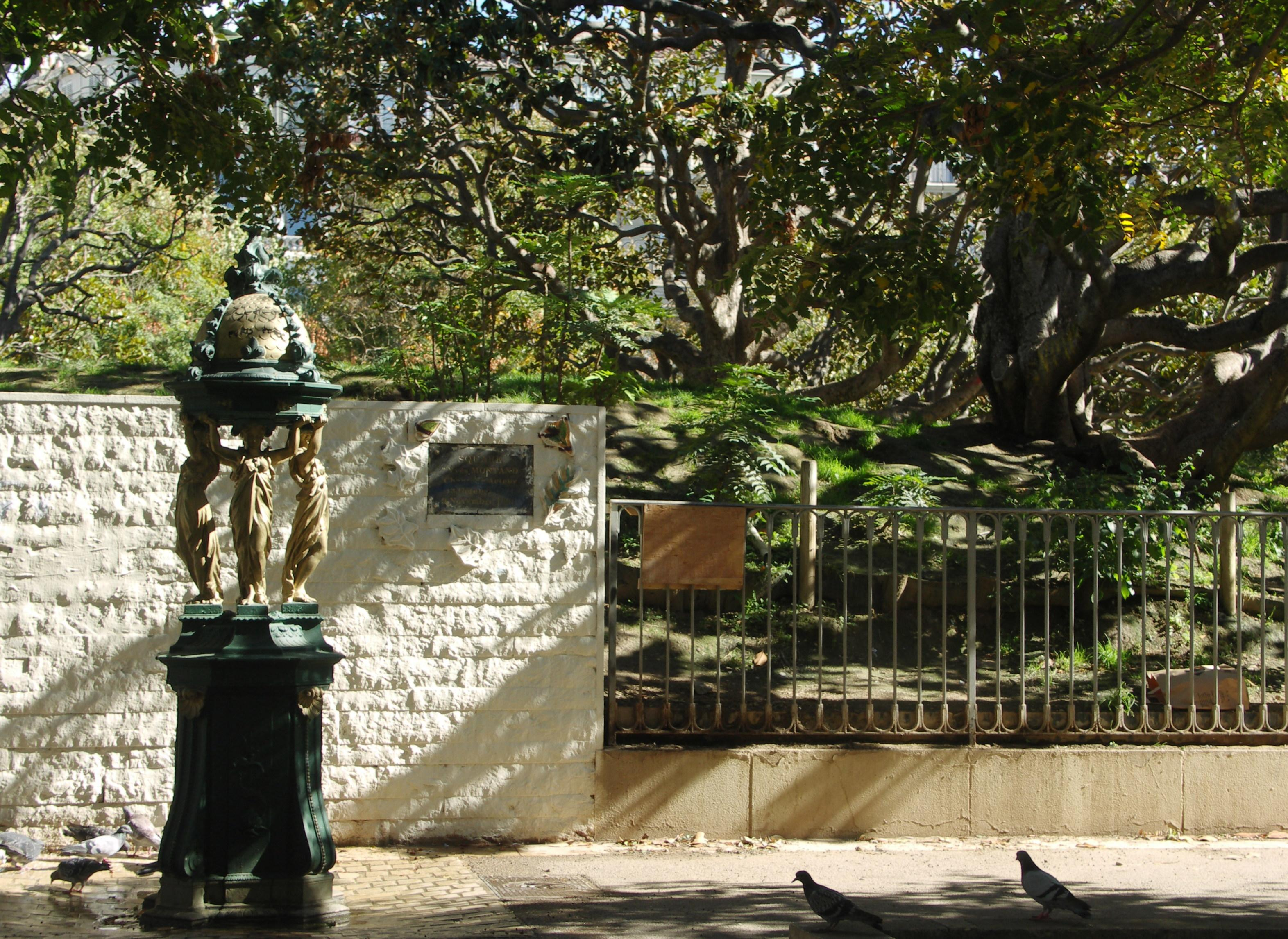
Cette fontaine Wallace a finalement été conservée, repeinte et installée ailleurs sur la nouvelle place
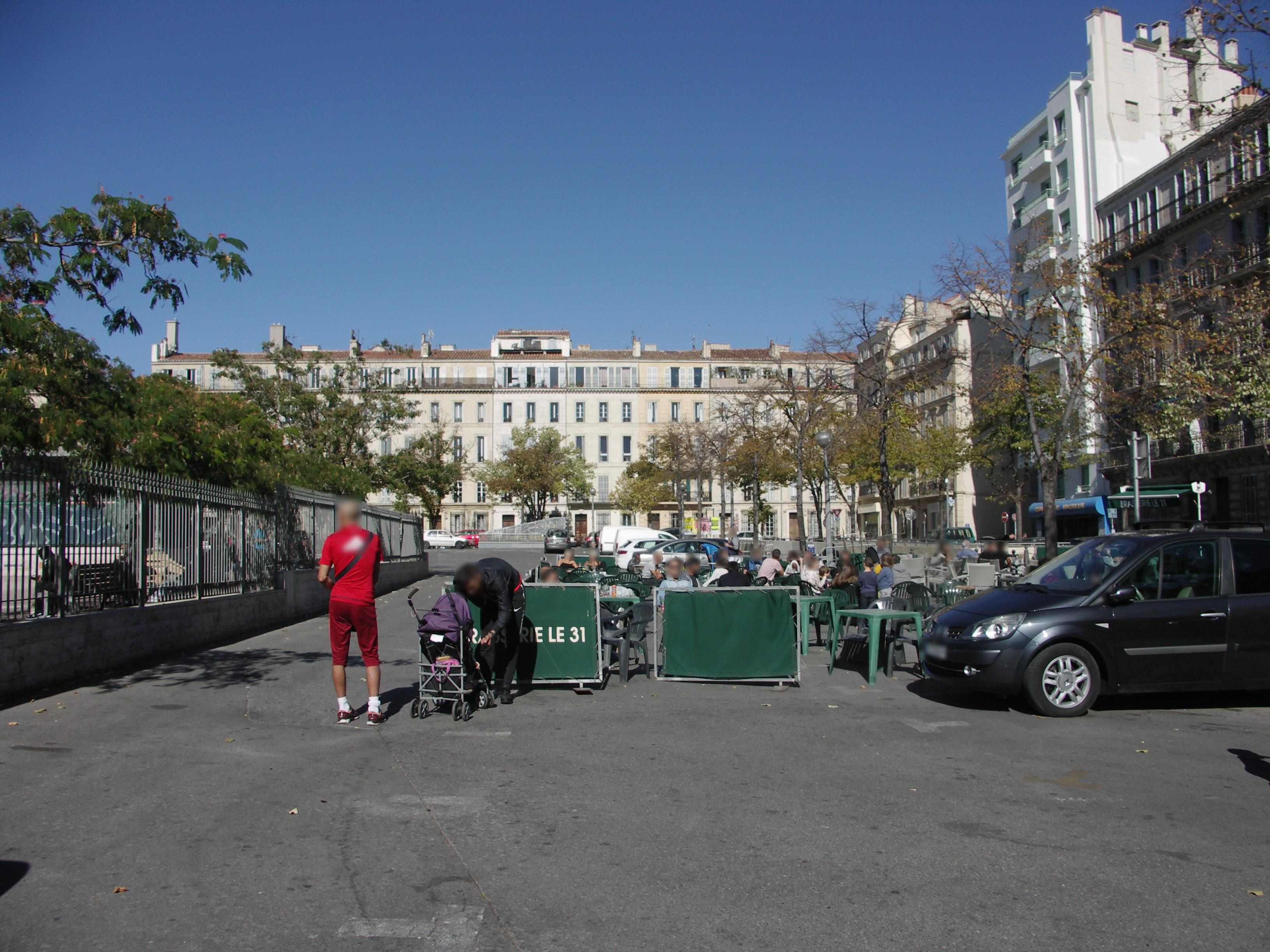
Il fallait délimiter par des barrières les terrasses pour se créer un espace entre les voitures garées.
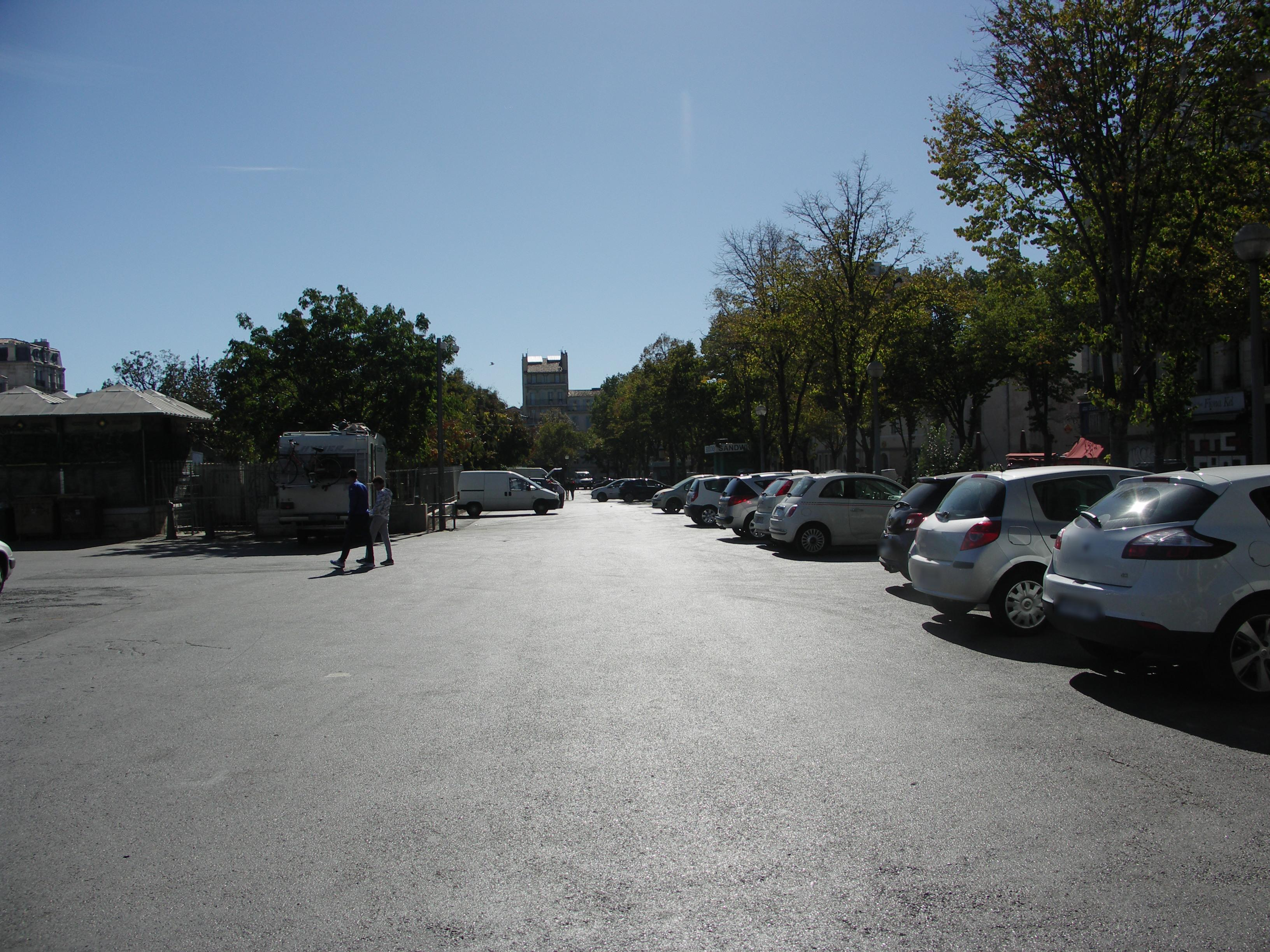
Ici se trouve désormais la route traversant la place dans sa longueur.
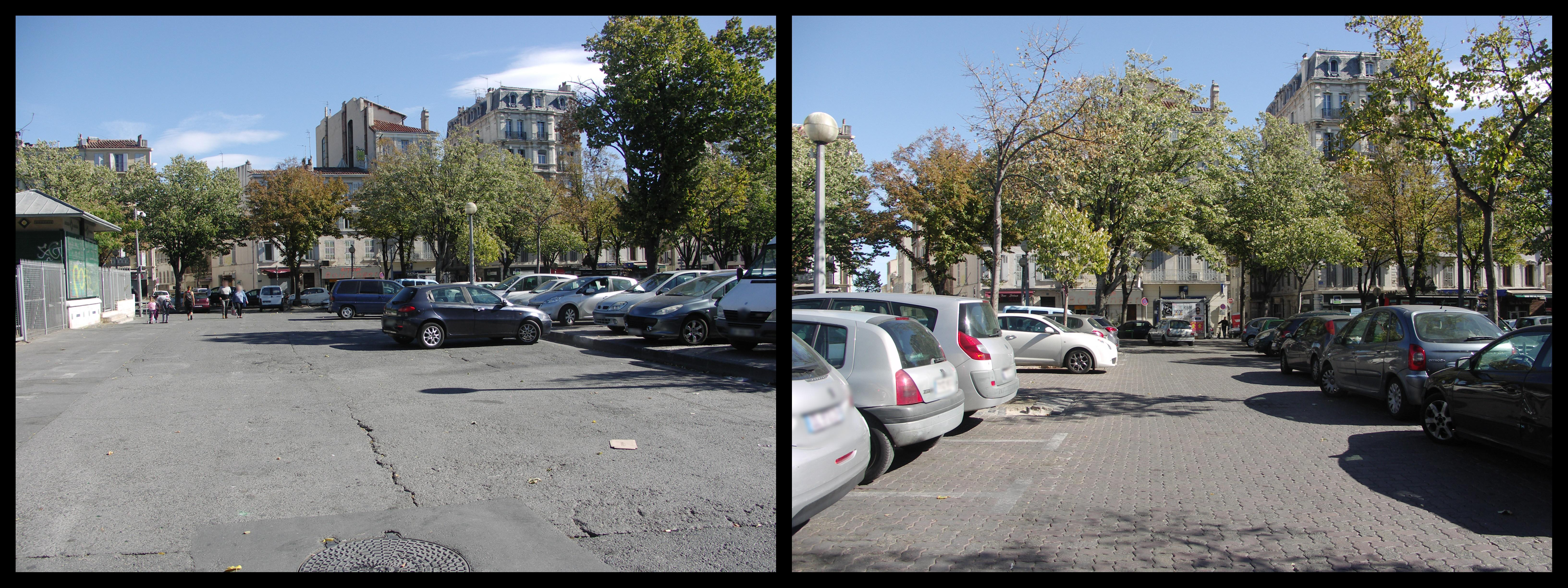
La place faite de bitume était principalement occupée comme parking.
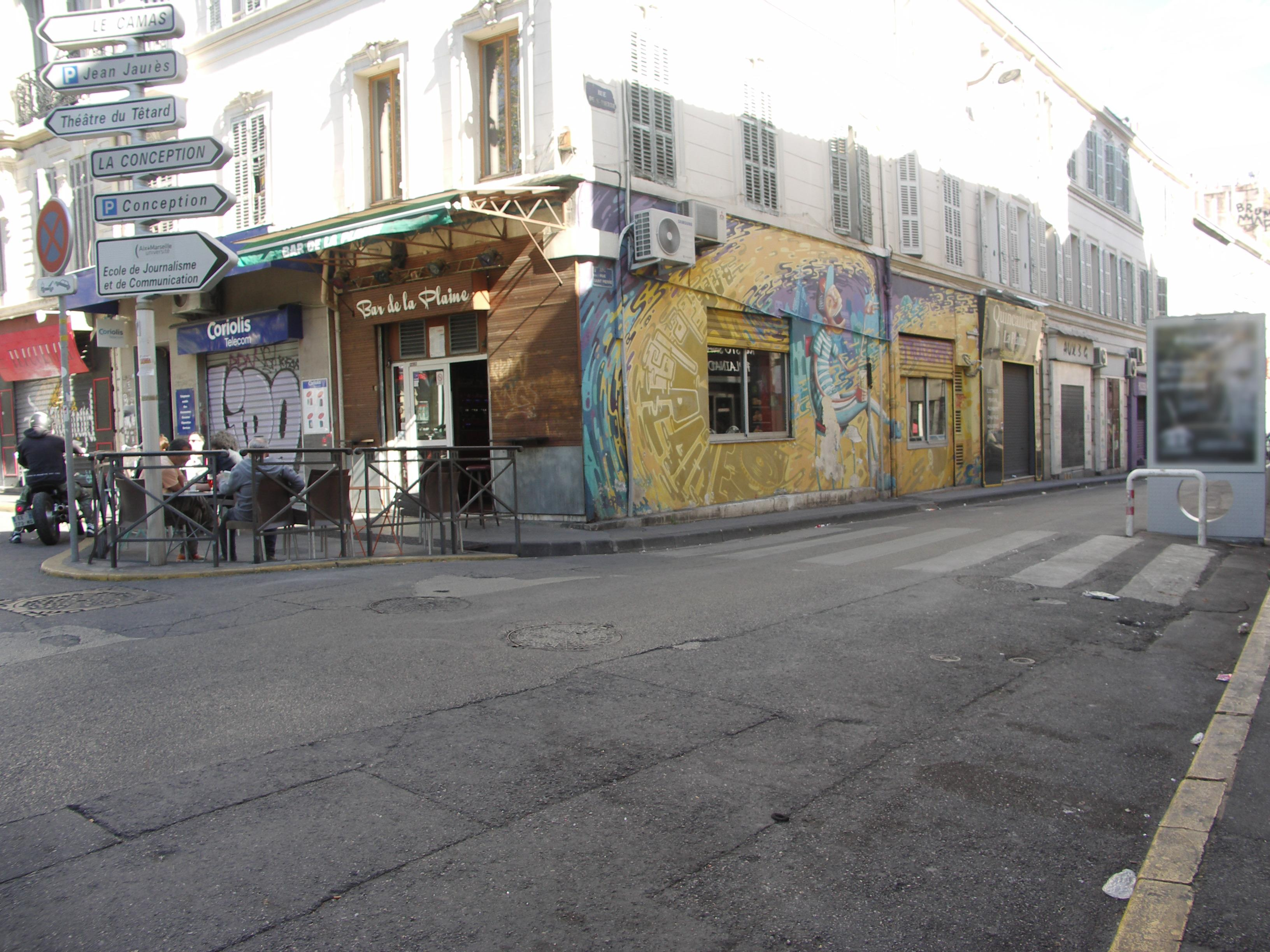
Peu de place était accordée aux terrasses des bars et cafés de la Plaine.
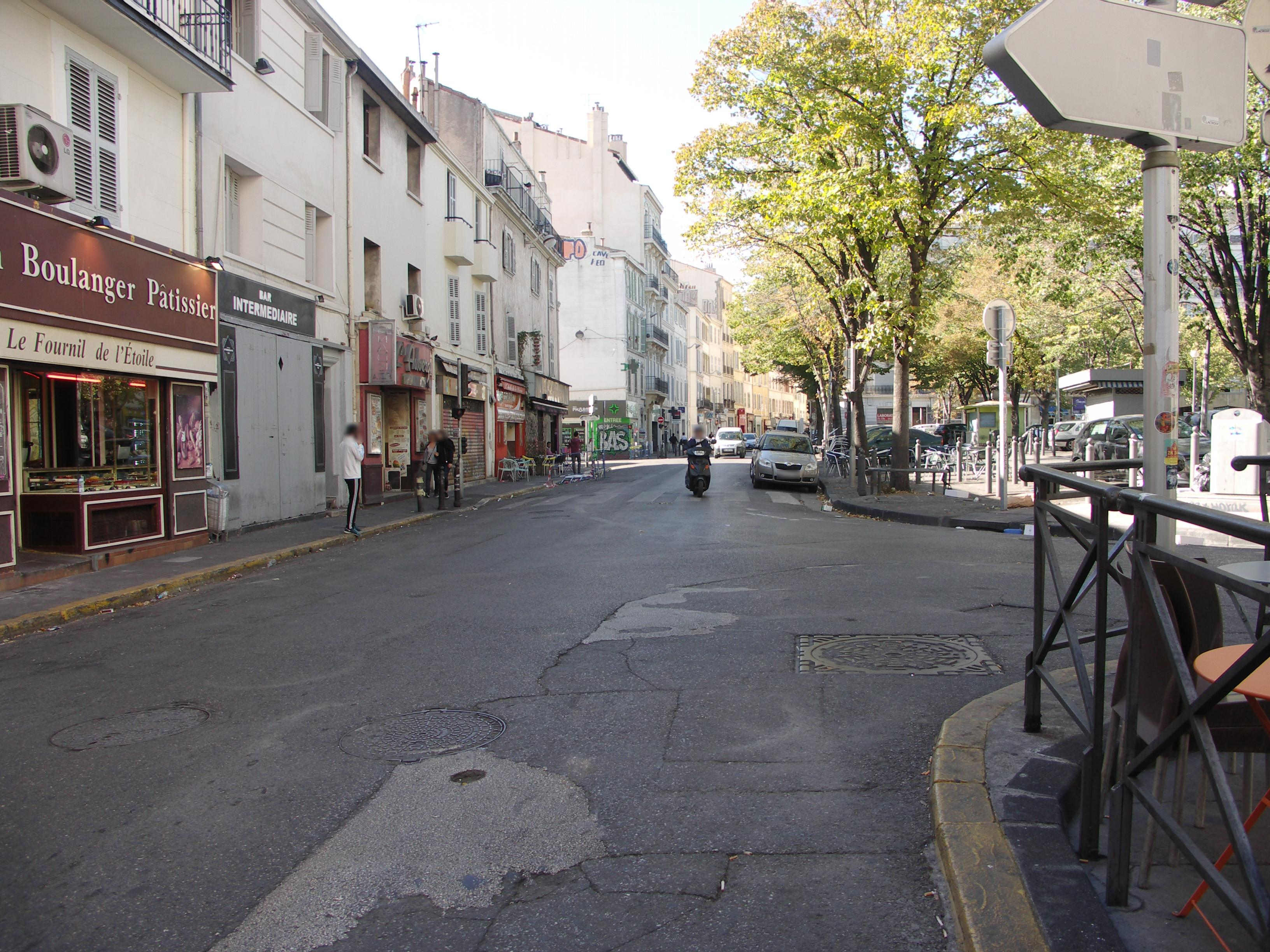
L'ancienne route qui entourait la place vue du bar de la Plaine.
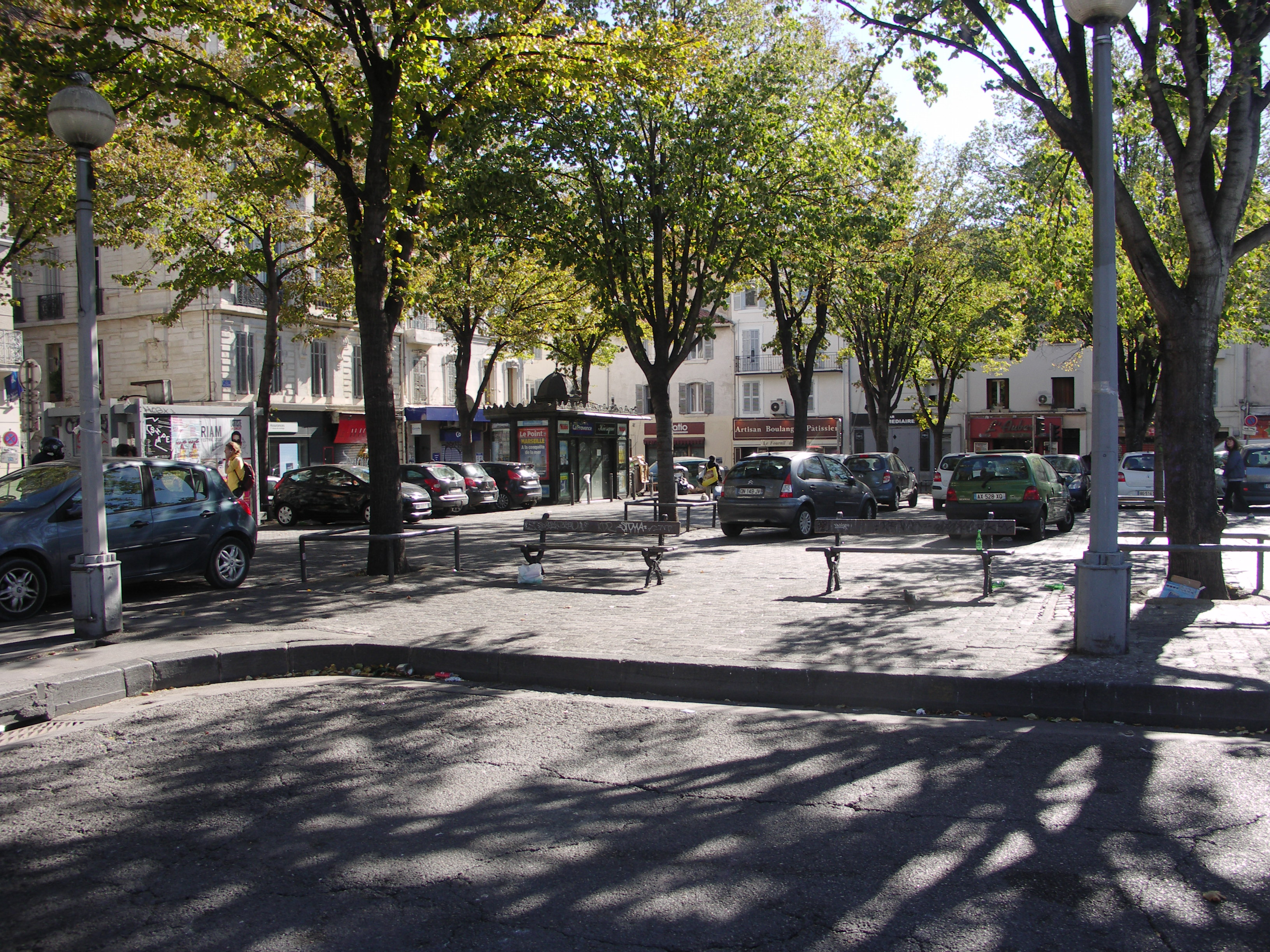
Une partie du parking sud.
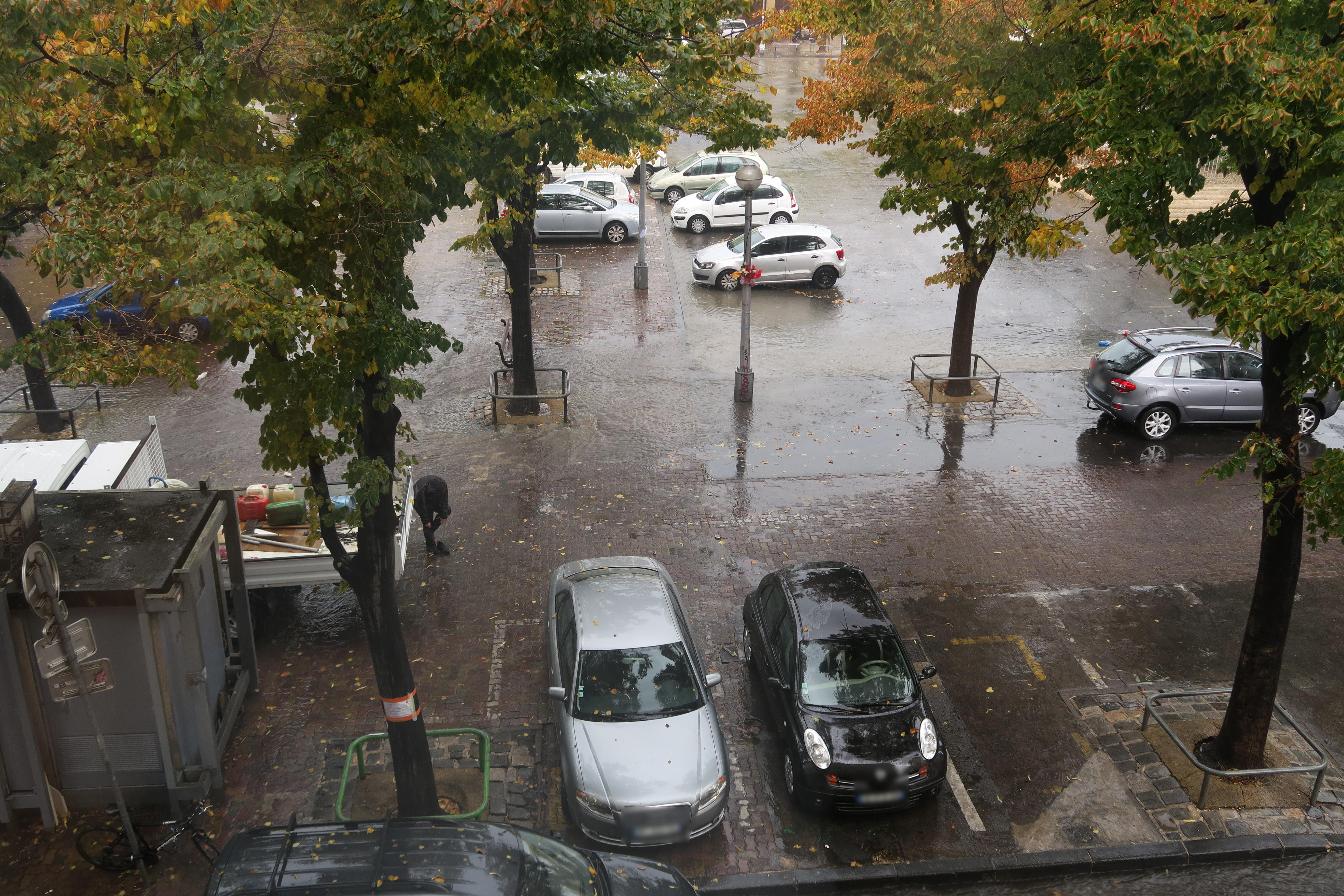
L'écoulement des eaux de pluie de l'ancienne place était défectueux.

### La place pendant la rénovation de 2018-2021

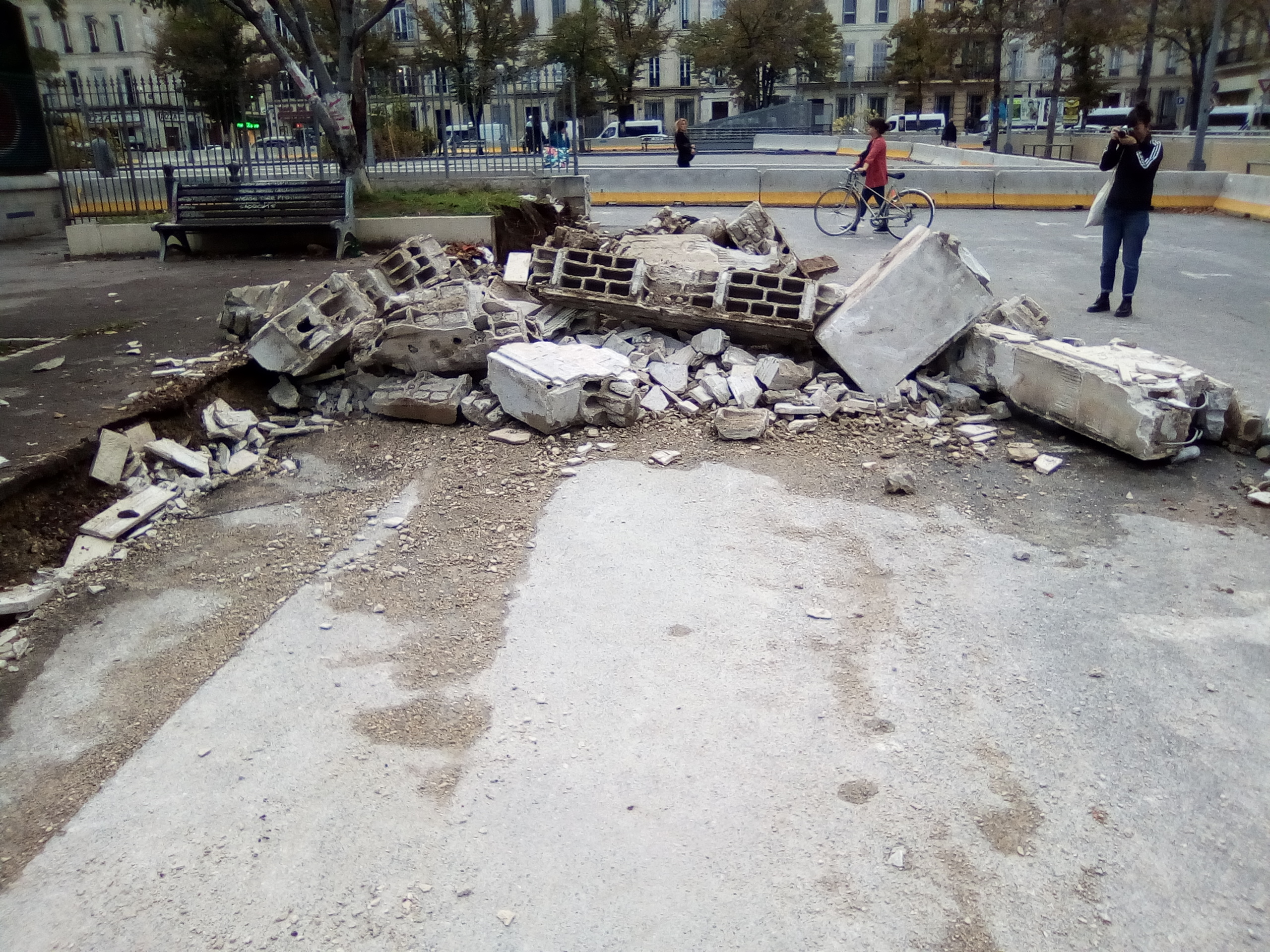
Le muret du parc pour enfant démoli - le premier jour des travaux.
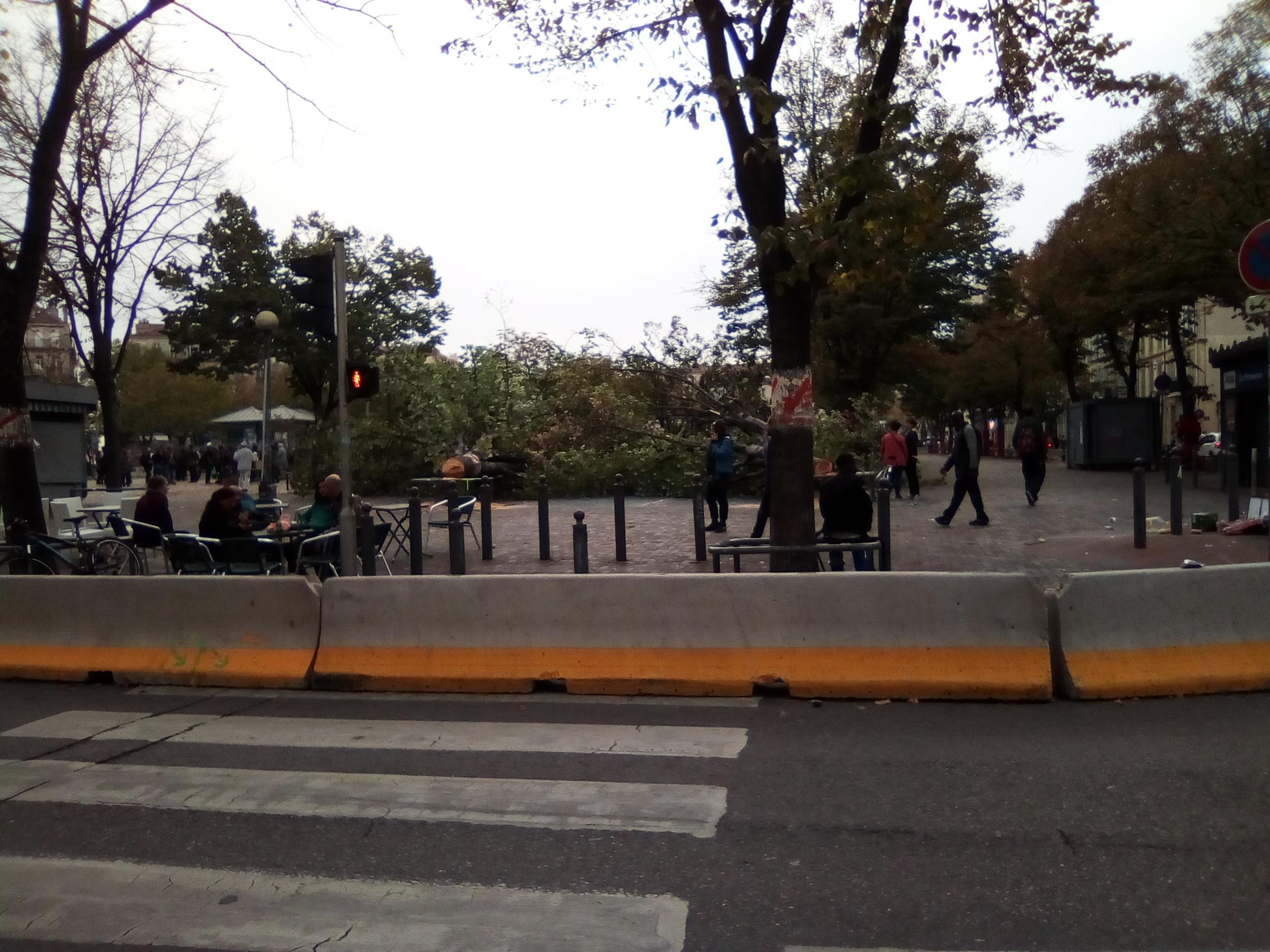
L'abattage de certains arbres concentre la colère des manifestants.
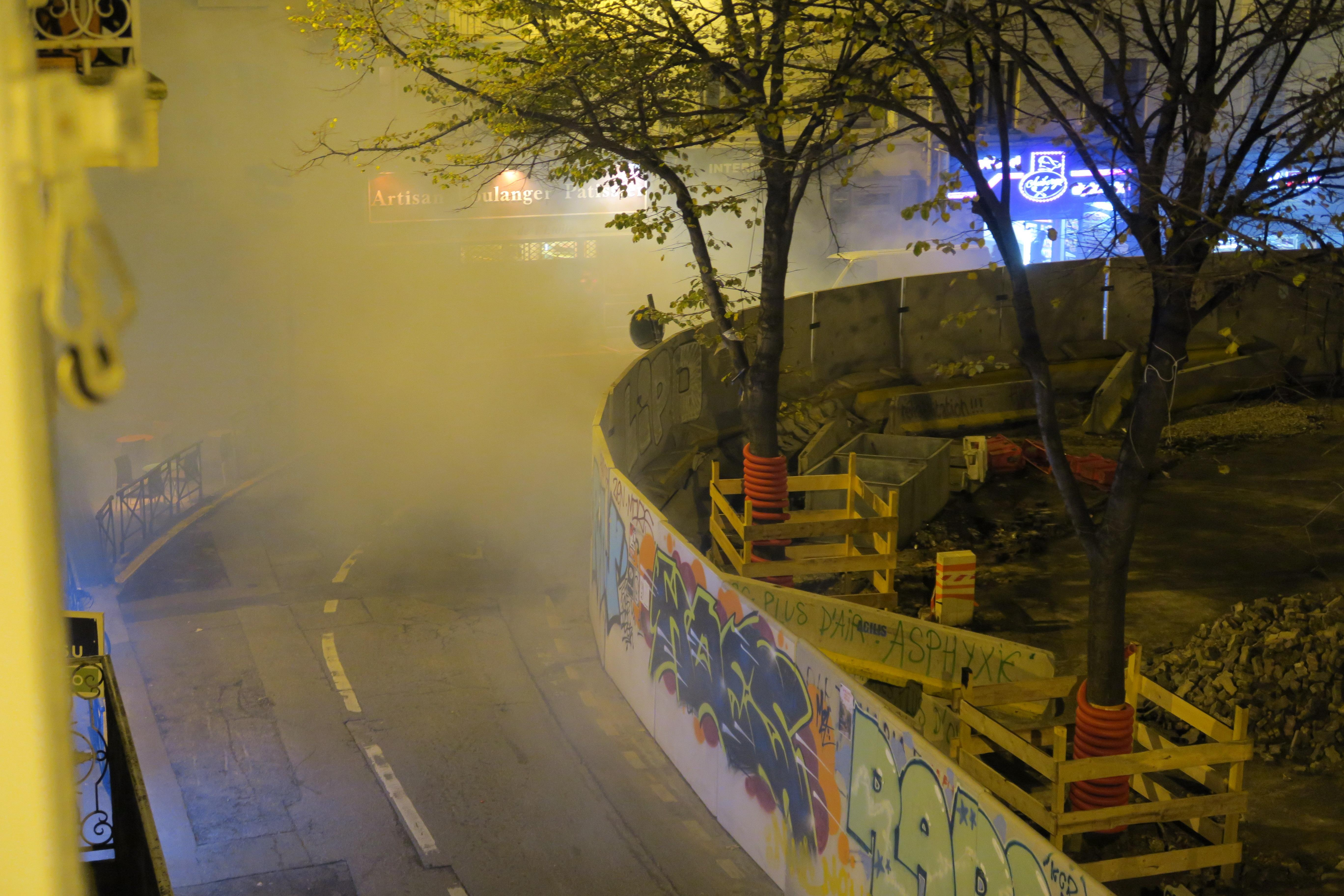
Nuage de gaz lacrymogènes durant une manifestation contre le chantier.
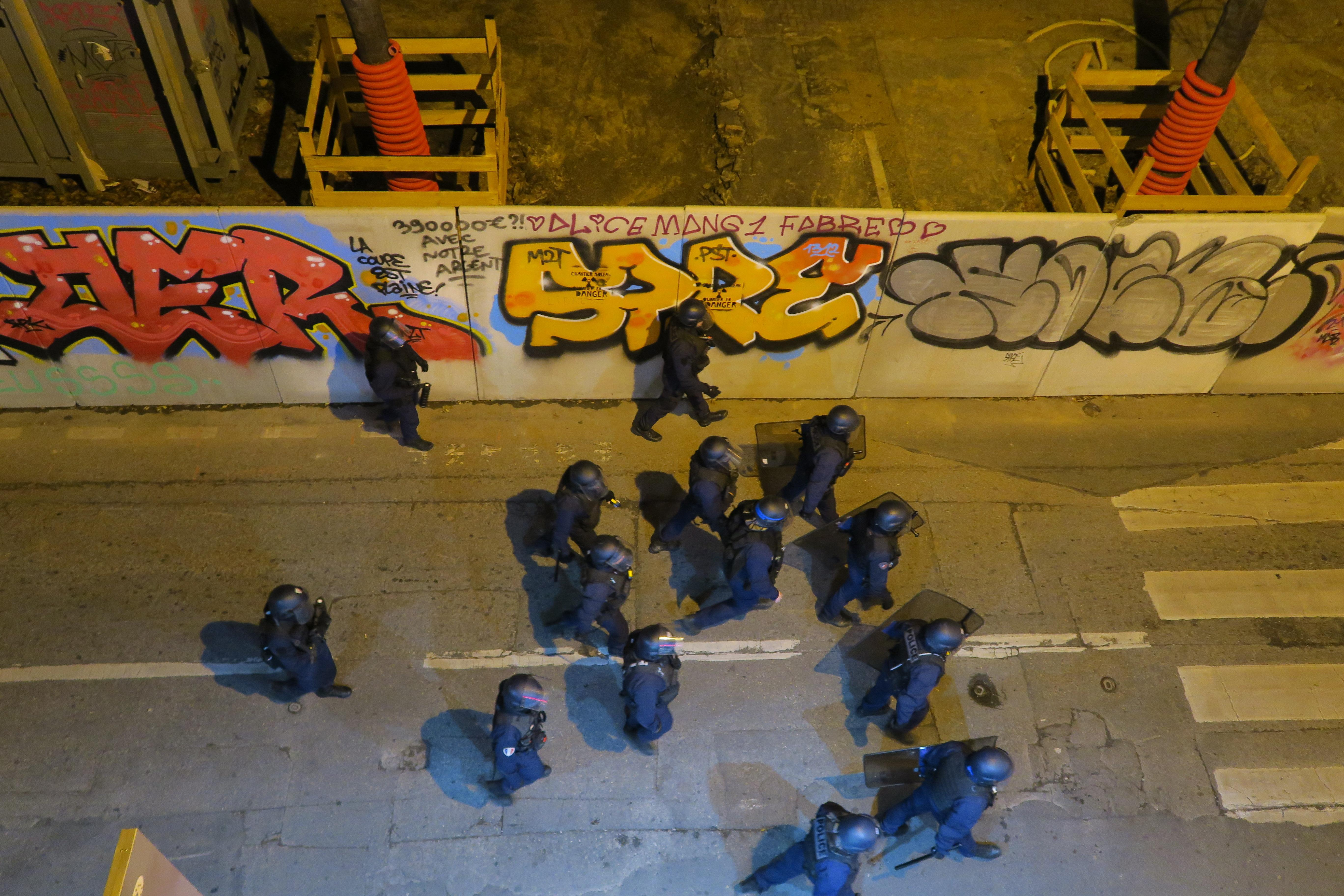
CRS patrouillant pour disperser les opposants.
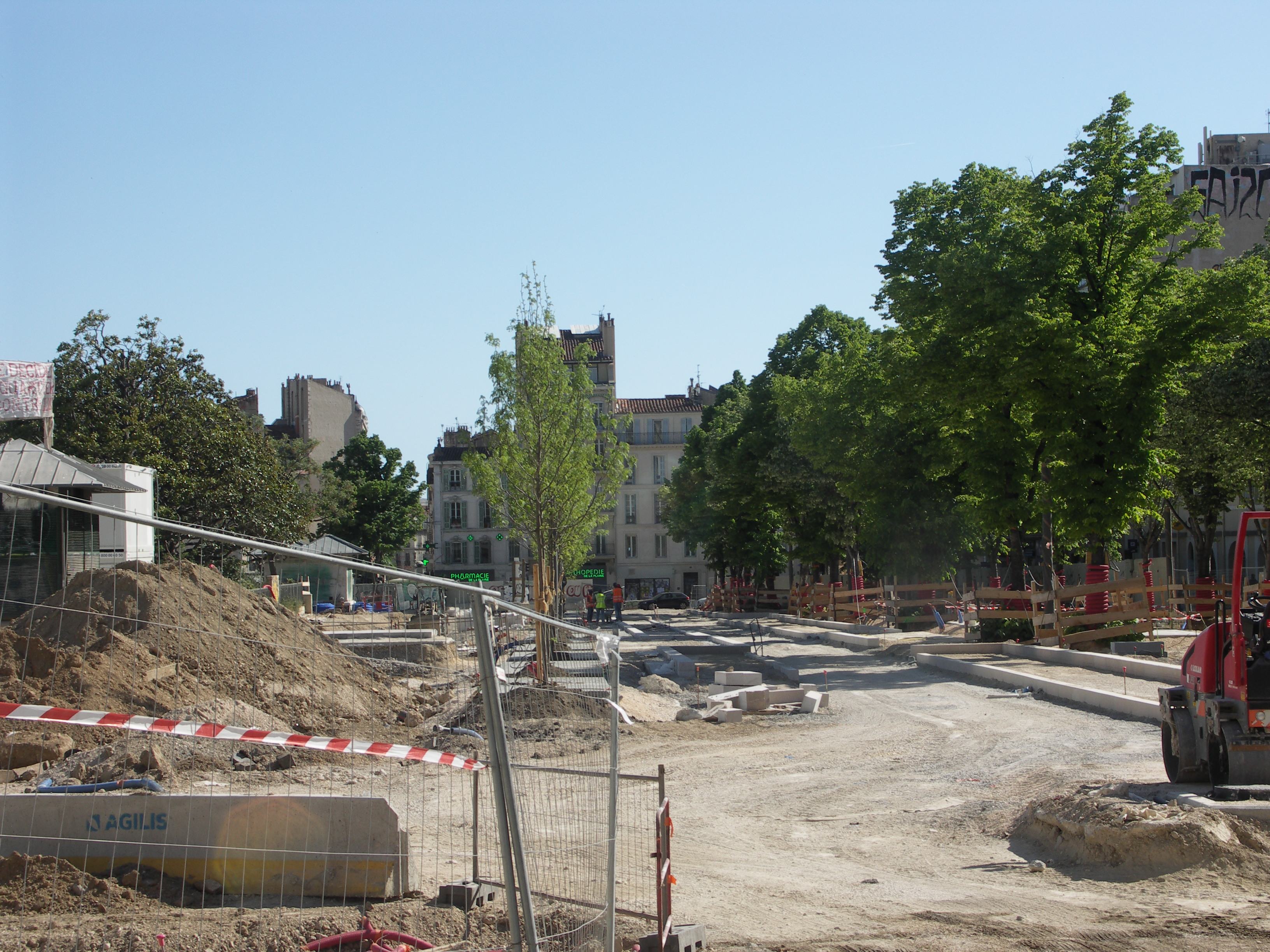
Construction de la voie traversante.
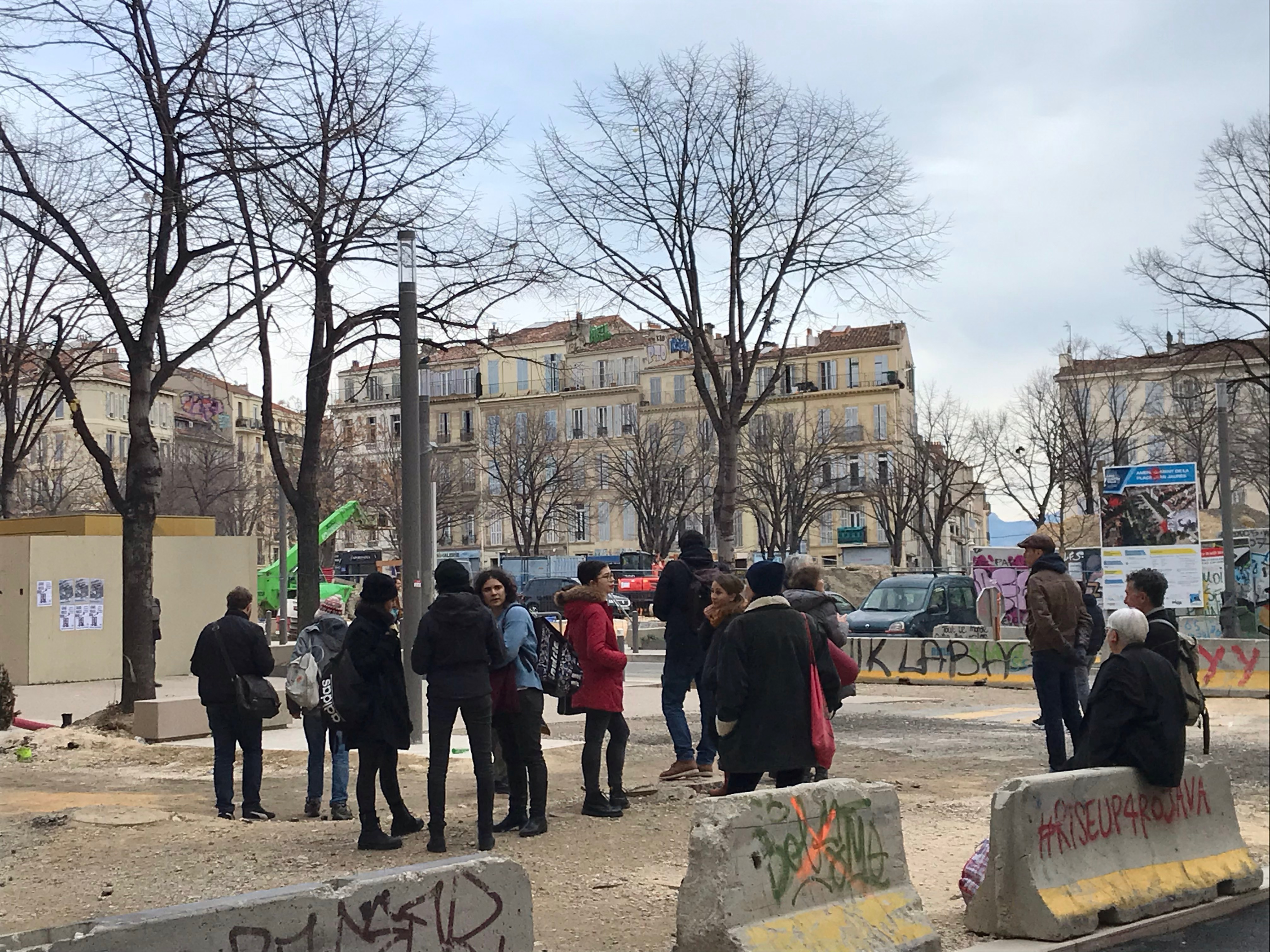
Gens sur la partie ouverte au public de la place.
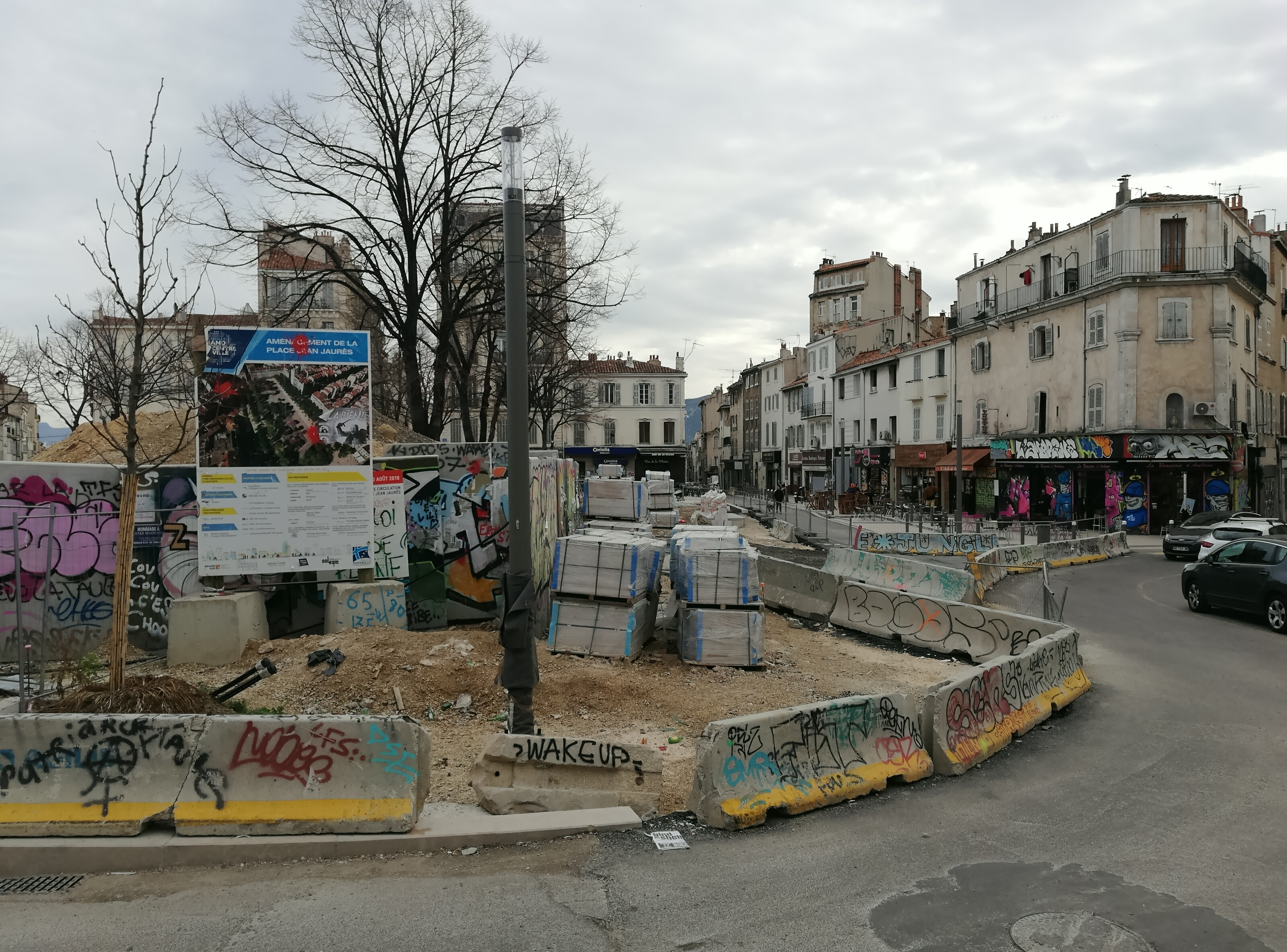
L'entrée du chantier avec un panneau présentant le projet.
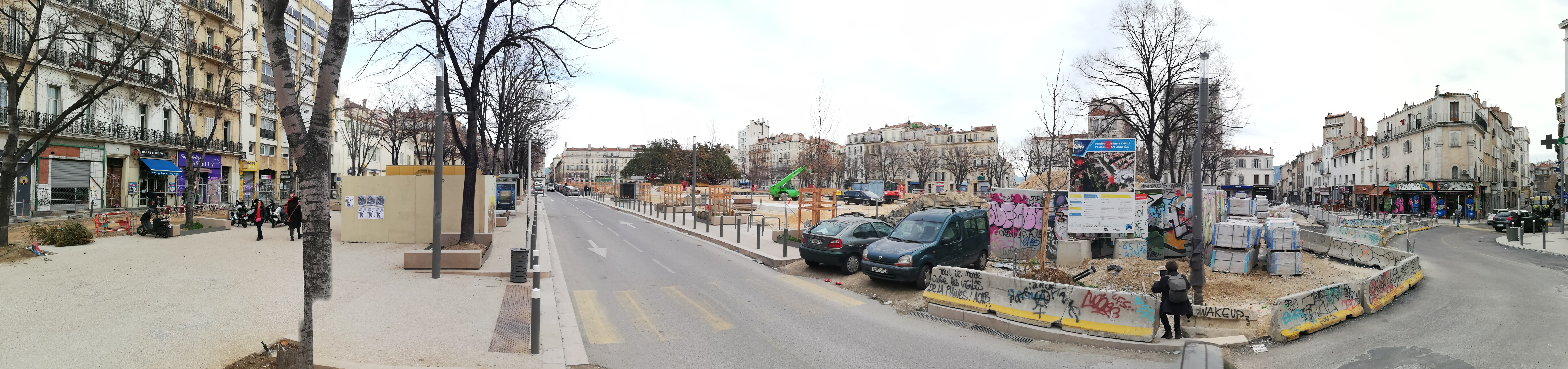
La route en construction.

### La place aujourd'hui

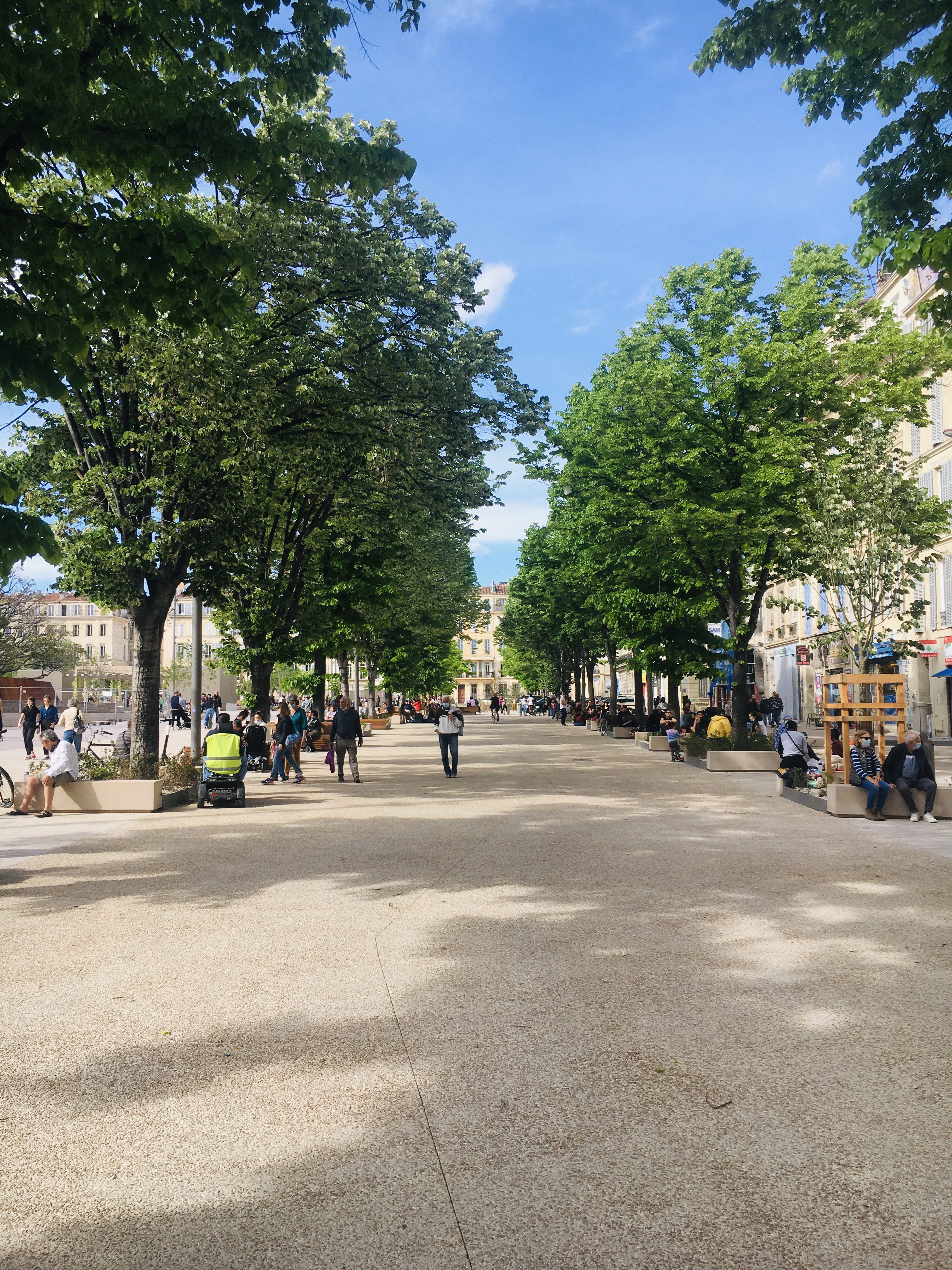
La promenade est.
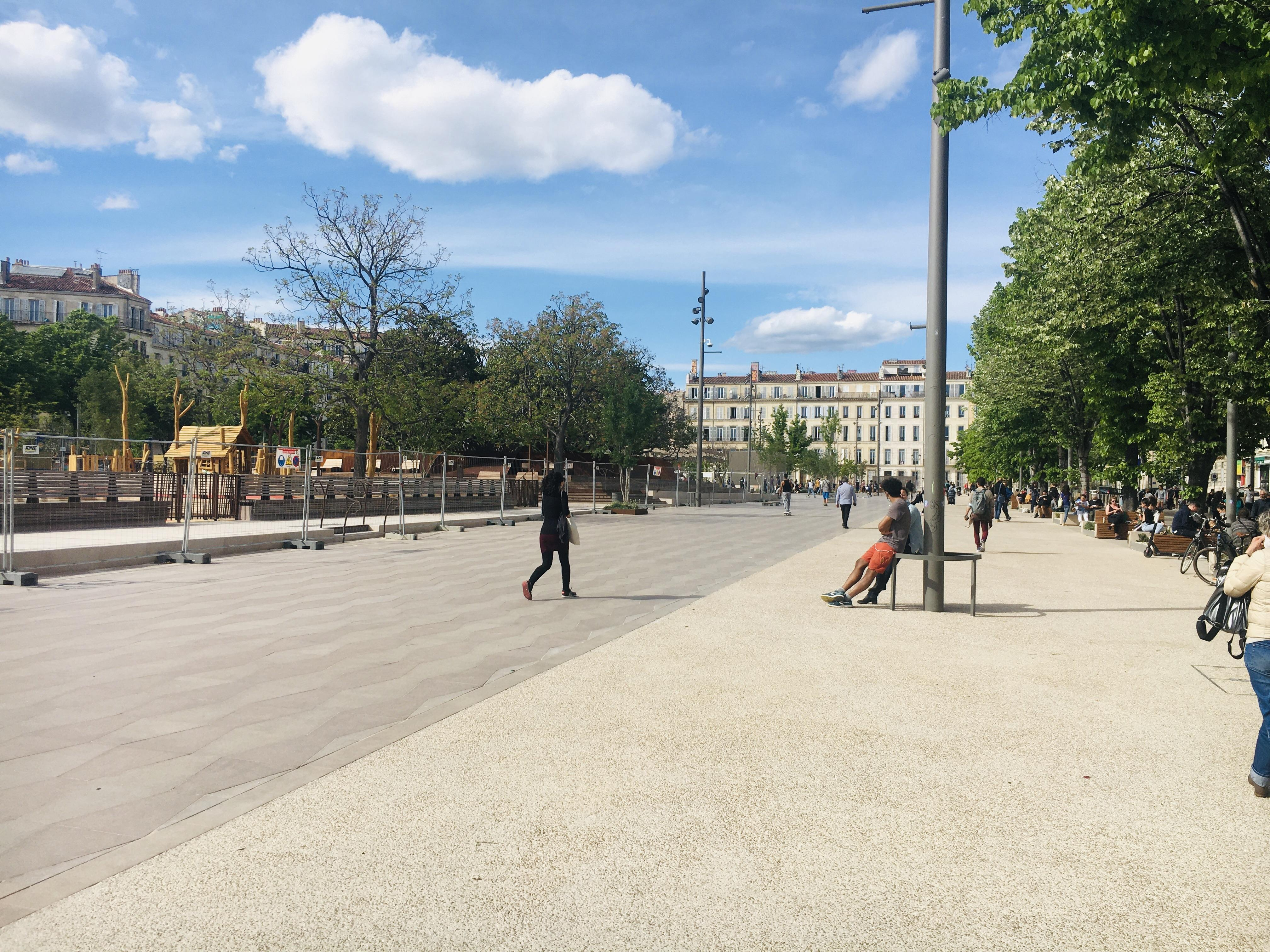
Au lendemain de la réouverture, les habitant·es redécouvrent leur place.
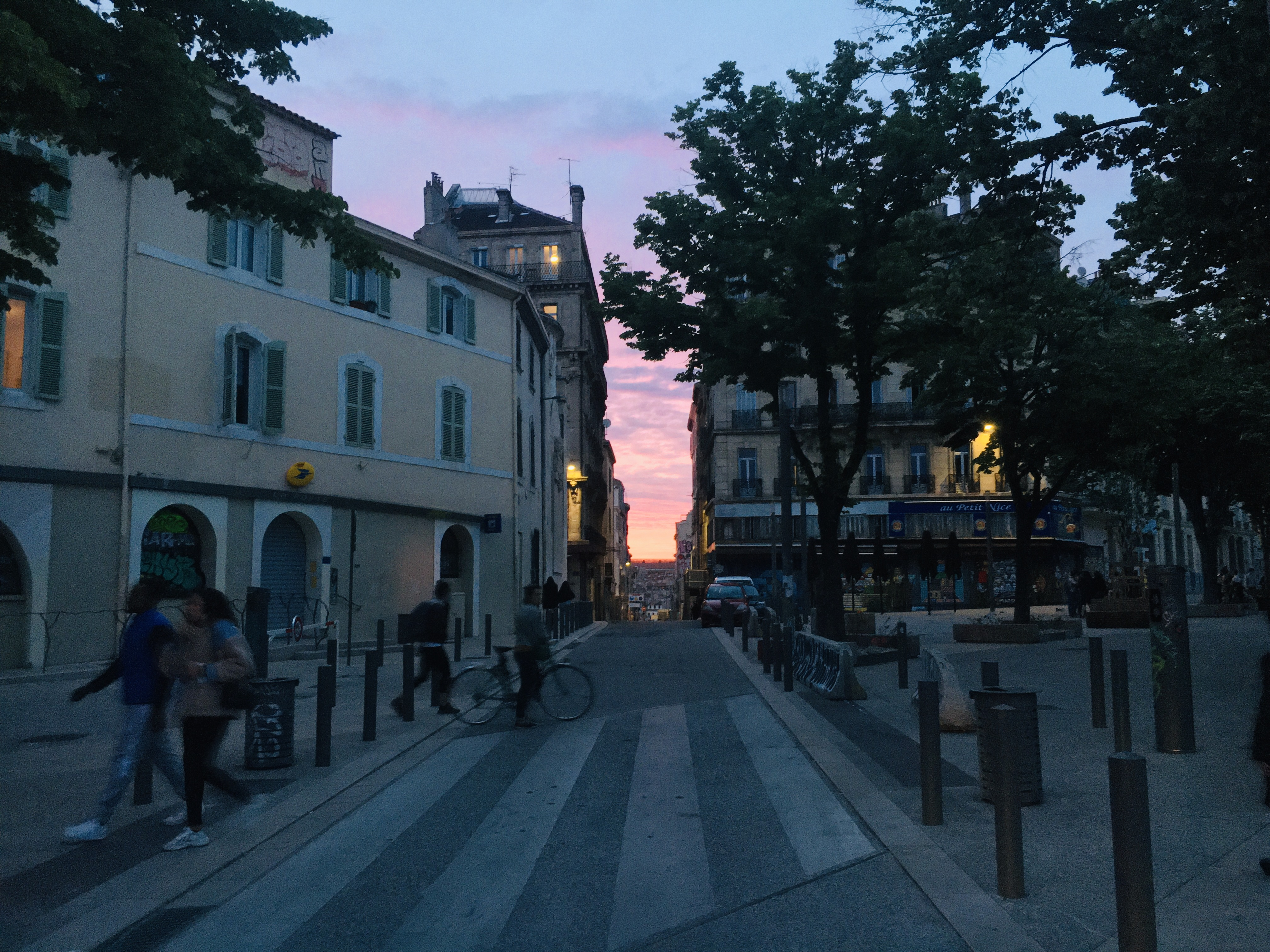
Le coucher de soleil vu depuis le croisement avec la rue Curiol.
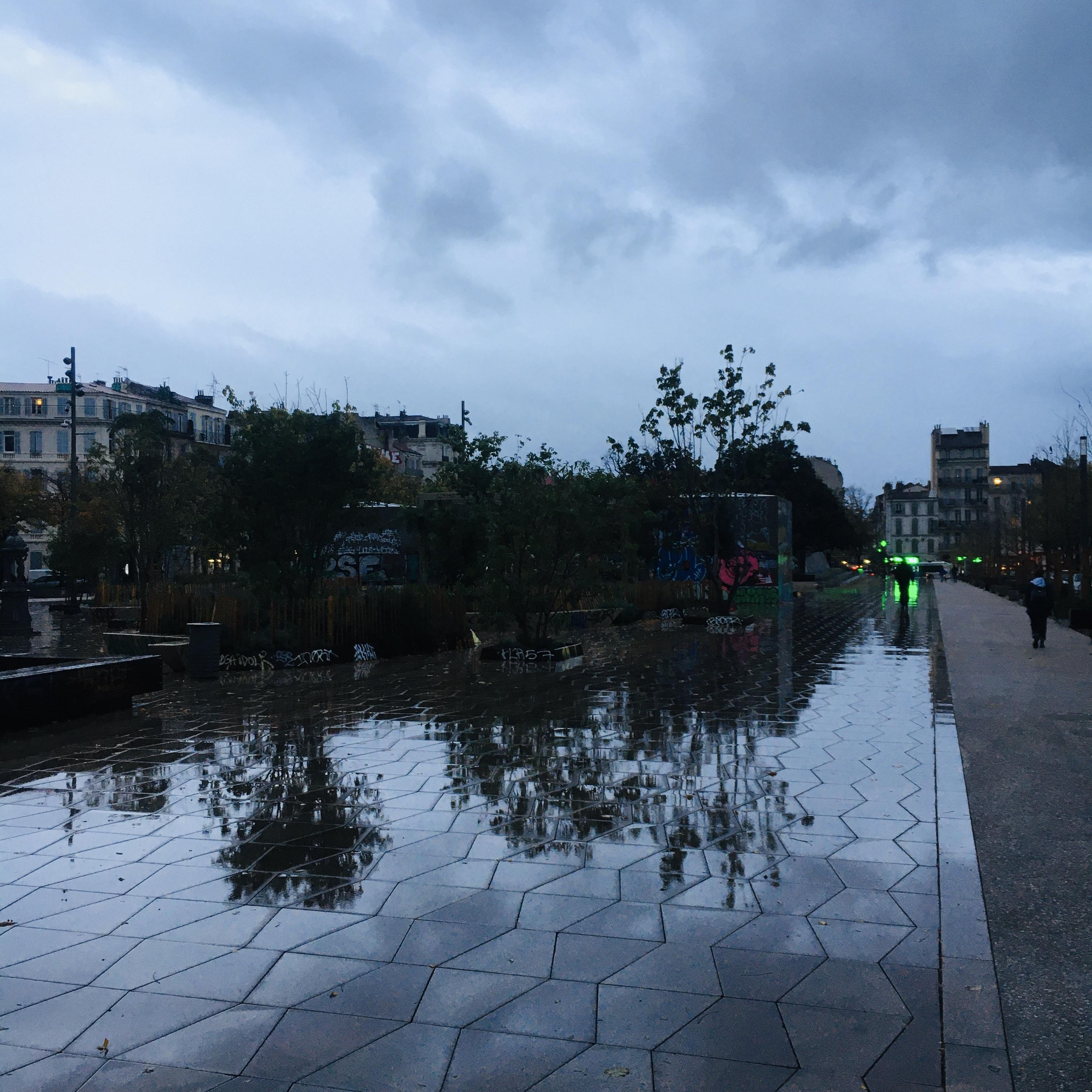
Le paysage urbain se reflète dans les flaques avec le nouveau revêtement de la place.
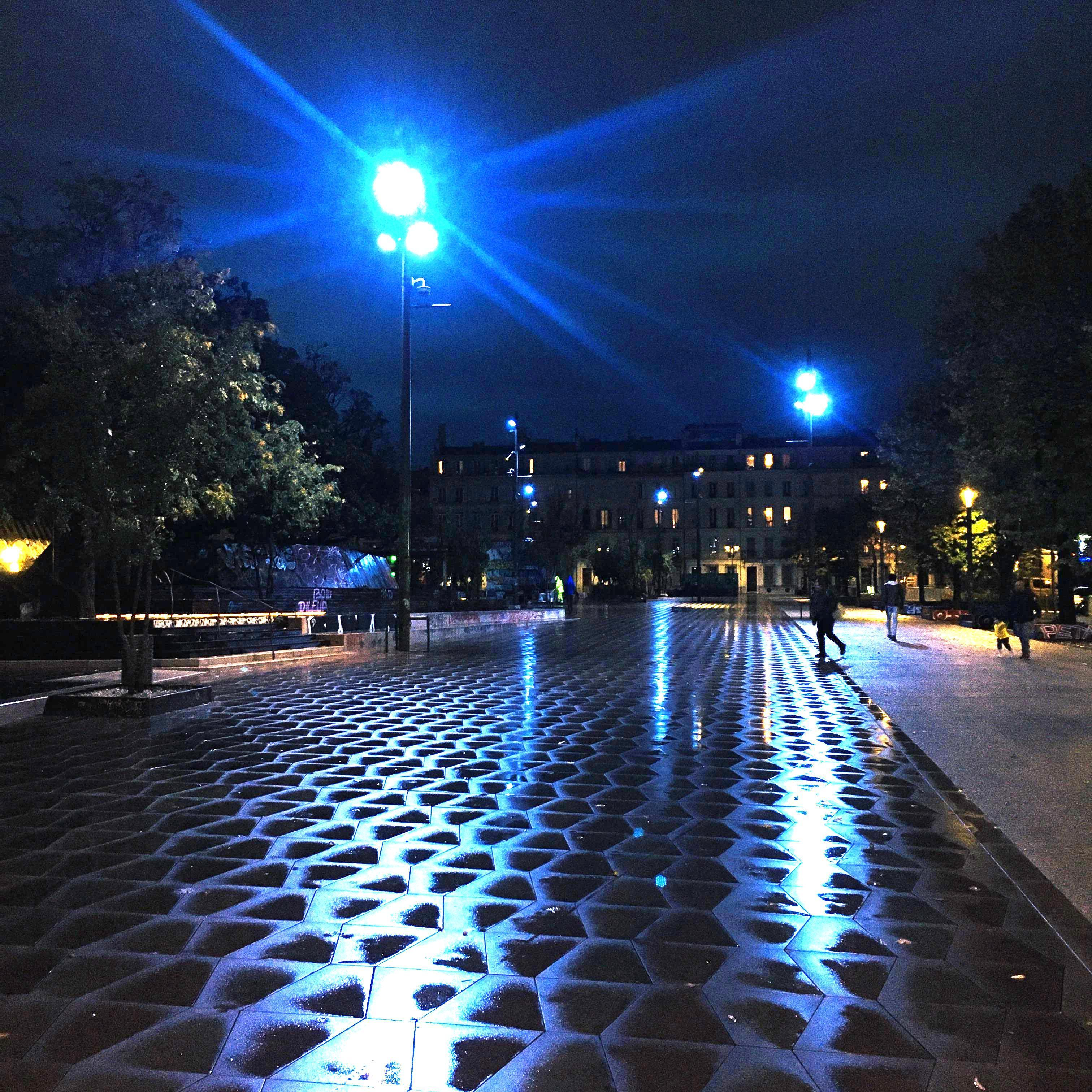
La Plaine de nuit avec pluie.
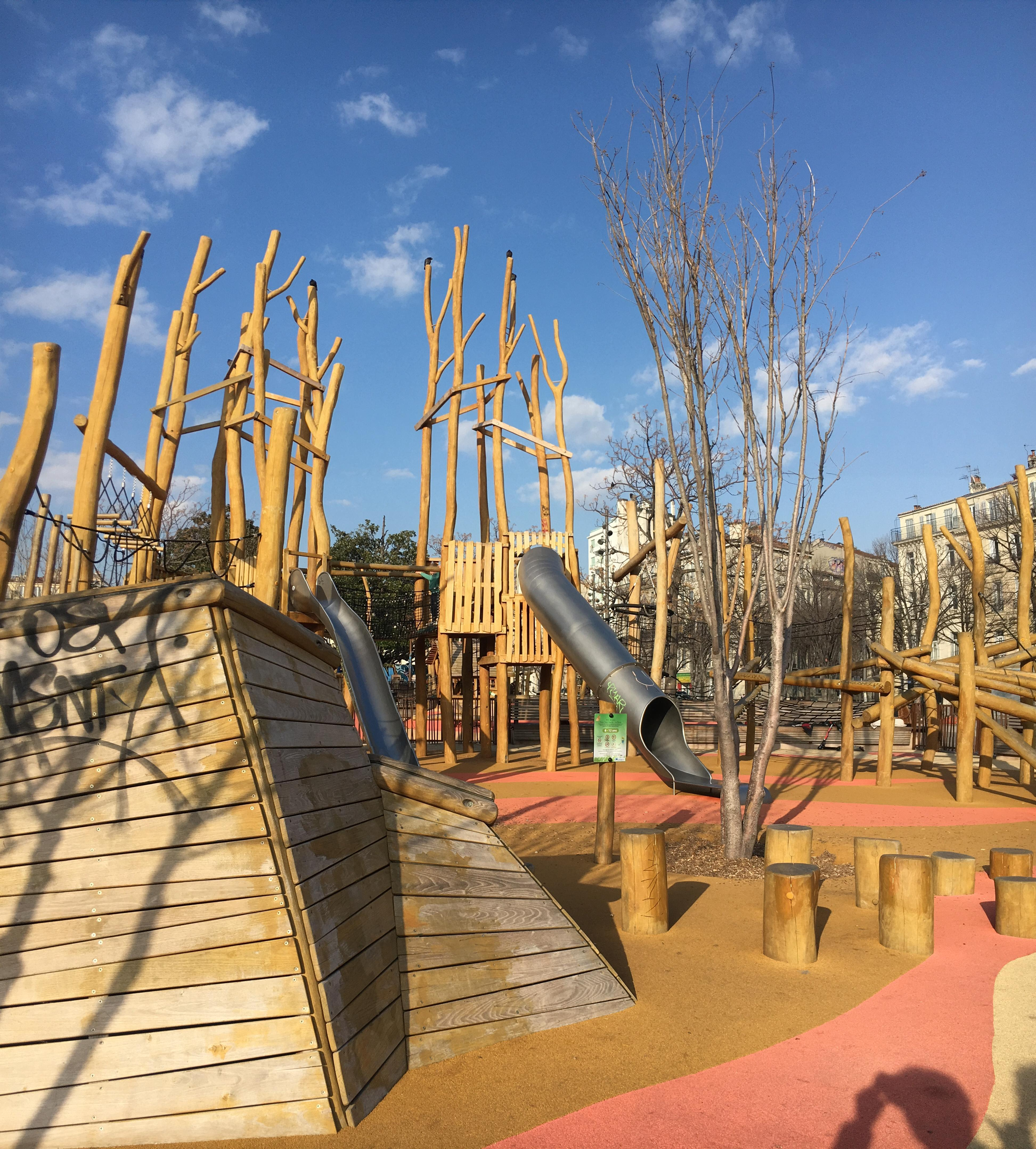
Vue sur les jeux pour enfants depuis l'entrée du parc.
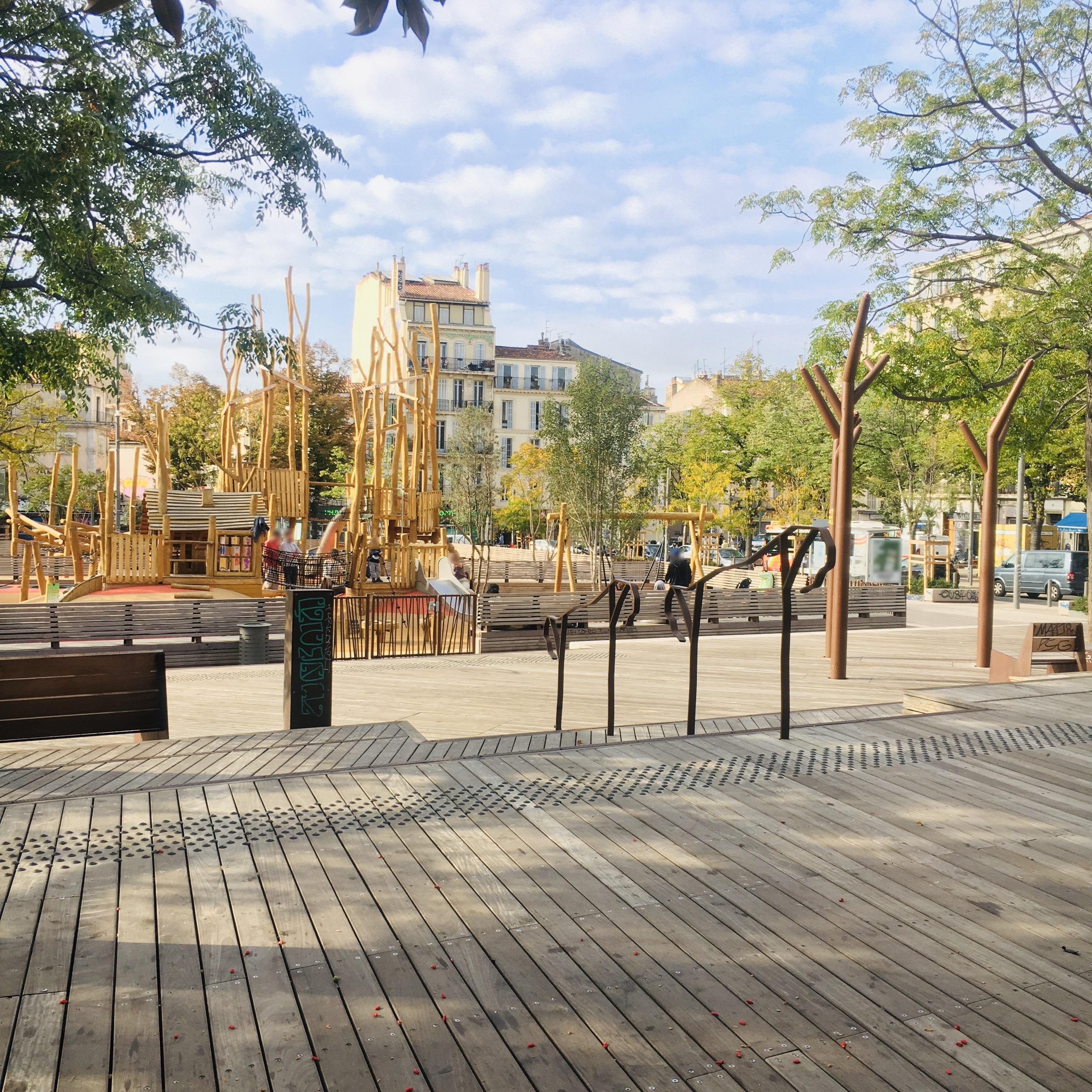
Le parc pour enfant vu depuis les estrades de bois à l'ombre.
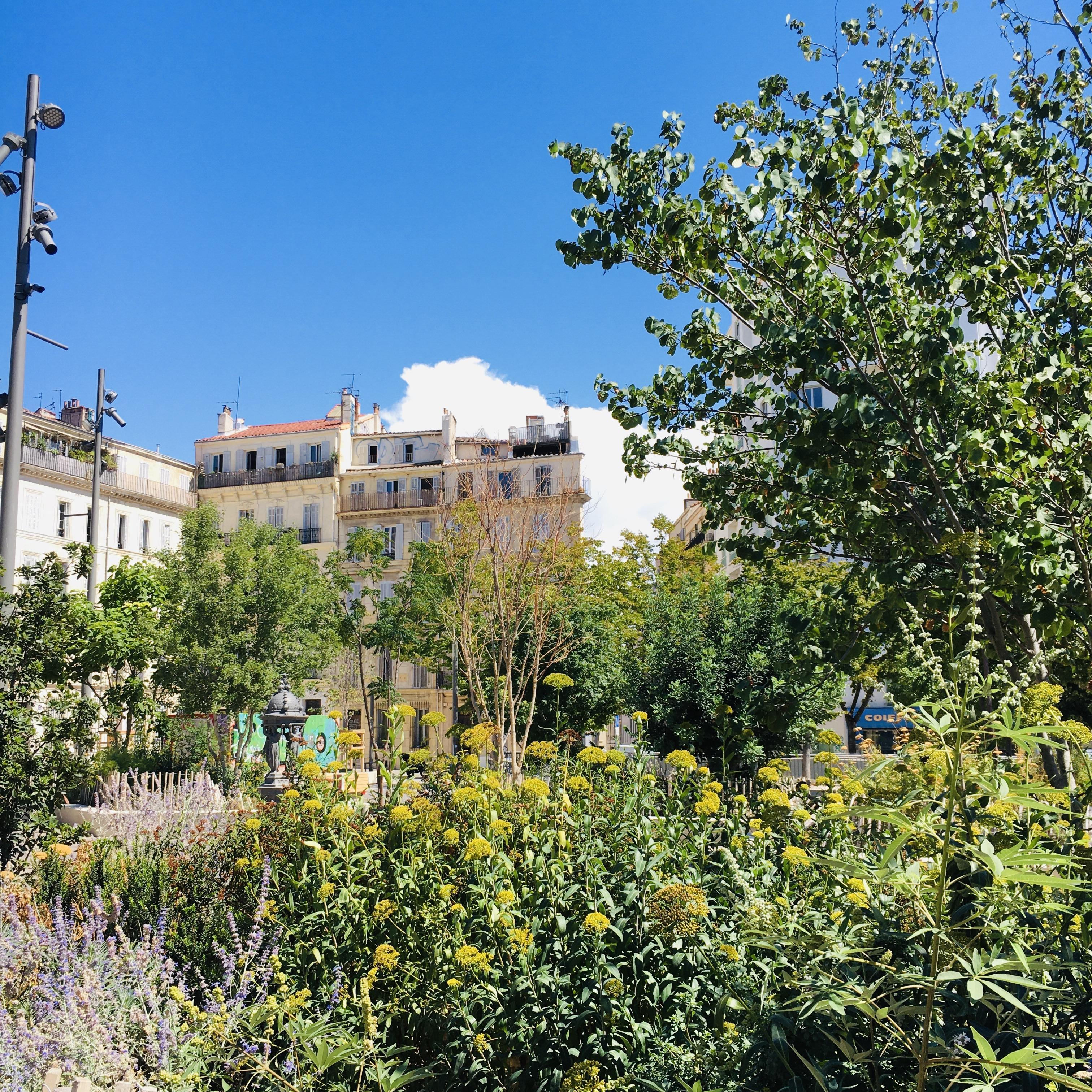
Îlots de végétations installés durant la rénovation.
Vue panoramique prise du haut du parc.

## Mention dans des œuvres

### Littérature
- Jean Giono, Noé (Chroniques romanesques), Éditions de la Table ronde, 1947, 356 pages[réf. nécessaire]
- Marcel Pagnol, La Gloire de mon père (Souvenirs d'enfance), Pastorelly, 1957, 3098 pages[83]

« C'est en revenant de chez la tante Rose, comme nous tra- versions la Plaine, que je fis, dans le
passé, une importante découverte : depuis trois mois, ma mère avait changé de forme, et elle marchait
le buste penché en arrière comme le facteur de la Noël. »

— Marcel Pagnol, La Gloire de mon père

### Courts/Longs métrages
- Yves Robert, La Gloire de mon père, 1990, 105min (vue depuis le tramway du boulevard Chave)
- Sandra Ach, Nicolas Burlaud et Thomas Hakenholz - La Bataille de la Plaine, Primitivi, 2016,2020 - 1h10min
- Paroles de forains - Primitivi

### Musiques
- Lo Còr de la Plana
- Keny Arkana
- Massilia Sound System
- Dupain
- Anaïs Croze

### Sur le «milieu» occitan
- Médéric Gasquet-Cyrus, « Étude sociolinguistique d'un quartier : le provençal (« occitan ») à la Plaine (Marseille) », Cahiers de sociolinguistique, vol. 6, no 1, 2001, p. 48-63 (lire en ligne)
- Ursula Nagy, « Le réseau occitaniste de la Plaine », dans Hervé Lieutard et Marie-Jeanne Verny (dir.), Nouvelle recherche en domaine occitan, Montpellier, ReDòc, 2003, p. 95-116  (ISBN 2-84269-588-7) (lire en ligne).